# Bundesgerichtshof

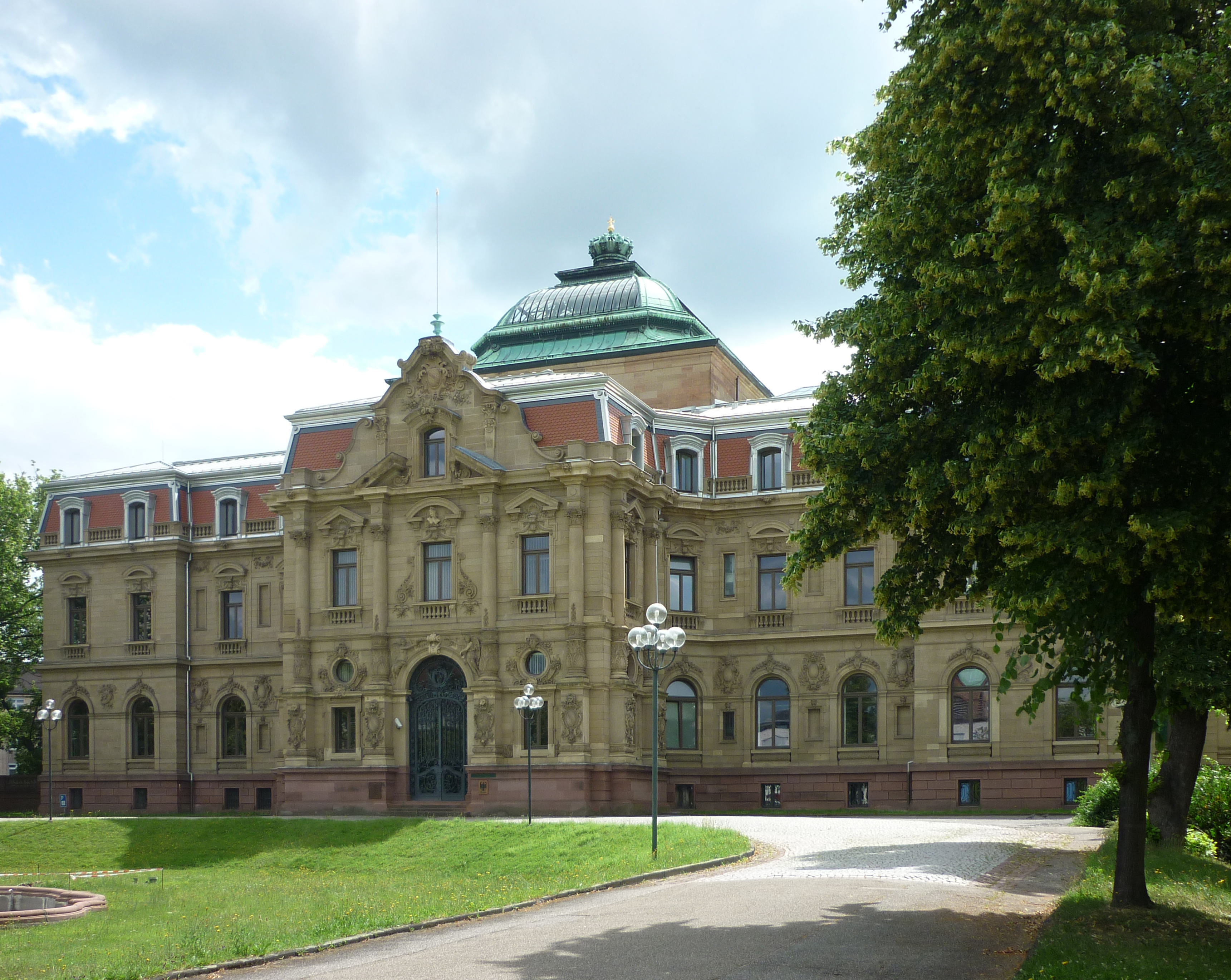
Ehemaliges Erbgroßherzogliches Palais, heute Hauptgebäude des BGH, Karlsruhe, 2012

Der Bundesgerichtshof (BGH) ist das oberste Gericht der Bundesrepublik Deutschland auf dem Gebiet der ordentlichen Gerichtsbarkeit und damit letzte Instanz in Zivil- und Strafverfahren. Ferner ist er für verwandte Spezialrechtsgebiete zuständig wie etwa das Berufsrecht in der Rechtspflege. Der BGH soll die Rechtseinheit wahren und das Recht fortbilden, vor allem aber die Entscheidungen der ihm untergeordneten Gerichte überprüfen. Er ist neben dem Bundesarbeitsgericht, Bundesfinanzhof, Bundessozialgericht und Bundesverwaltungsgericht einer der fünf obersten Gerichtshöfe des Bundes (Art. 95 Abs. 1 GG) und neben dem Bundesverfassungsgericht eines von zwei Bundesgerichten mit Sitz in Karlsruhe (§ 123 GVG), wobei zwei Senate des BGH in Leipzig angesiedelt sind.
Hauptsächlich entscheidet der BGH über Revisionen gegen Urteile der Landgerichte und Oberlandesgerichte sowie über Rechtsbeschwerden gegen die Beschlüsse dieser Gerichte. Wie jedes Revisionsgericht erhebt er dabei – anders als ein Berufungsgericht – im Regelfall keine Beweise, sondern entscheidet lediglich darüber, ob das Urteil des Land- oder Oberlandesgerichts auf Rechtsfehlern beruht.
In seiner Eigenschaft als Behörde ist der Bundesgerichtshof – wie der Bundesfinanzhof und das Bundesverwaltungsgericht – dem Bundesministerium der Justiz (BMJ) unterstellt und unterliegt – unter Wahrung der richterlichen Unabhängigkeit – dessen Dienstaufsicht.

## Gründung und Sitz

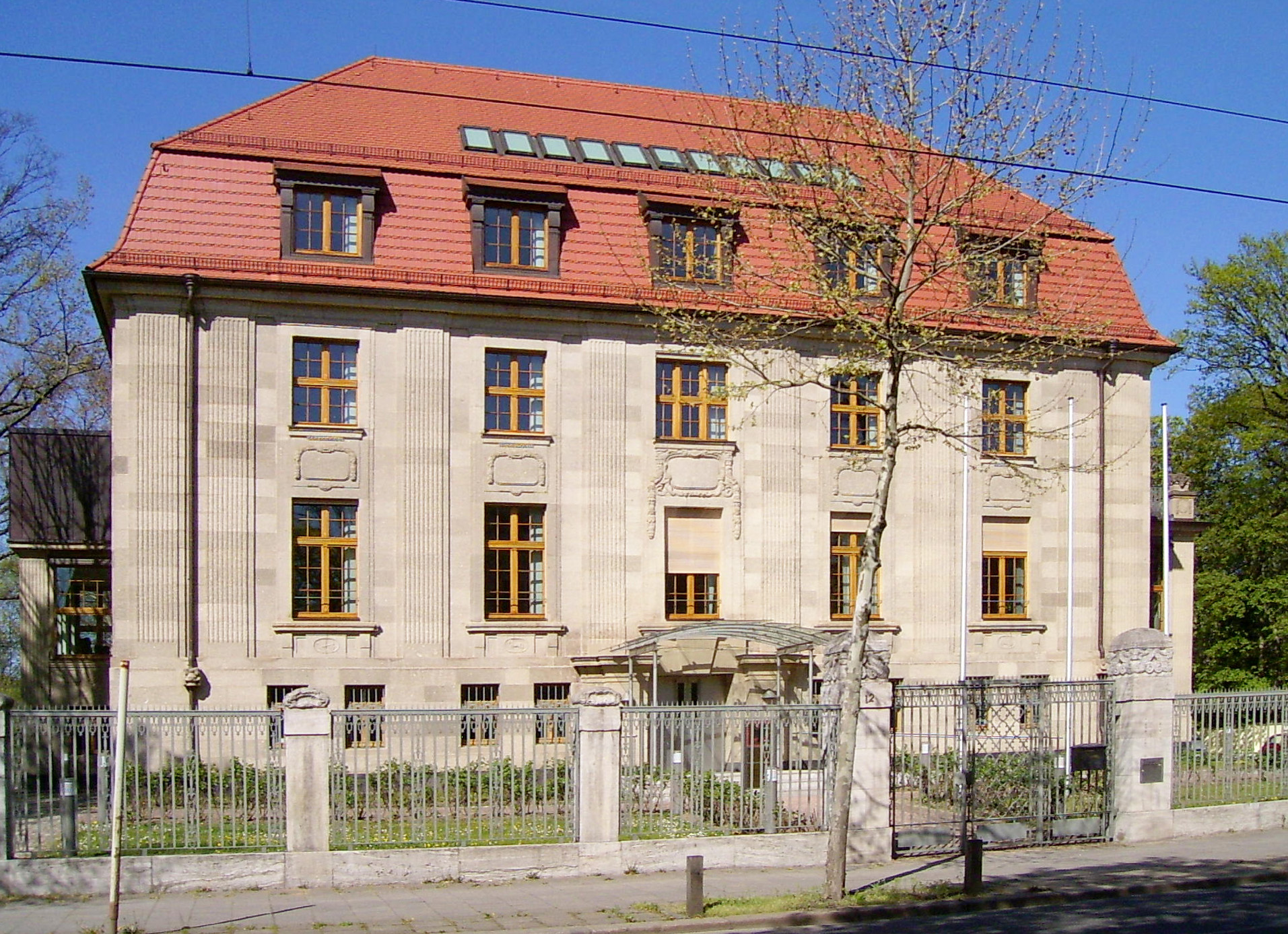
Villa Sack (5. und 6. Strafsenat), Leipzig

Der Bundesgerichtshof wurde am 1. Oktober 1950 gegründet. Dies erfolgte durch die Einführung die Normierung des Neunten Titels des Gerichtsverfassungsgesetzes (GVG) mit den §§ 123–140 GVG durch das „Gesetz zur Wiederherstellung der Rechtseinheit auf dem Gebiete der Gerichtsverfassung, der bürgerlichen Rechtspflege, des Strafverfahrens und des Kostenrechts“ vom 12. September 1950 (BGBl. 1950, 455).
Bei der Gründung des Bundesgerichtshofs wurden fünf Zivil- und vier Strafsenate errichtet. Das Gericht hat seinen Hauptsitz von Beginn an in Karlsruhe. Als Vorgängerinstitution gab es in der Britischen Besatzungszone den Obersten Gerichtshof für die Britische Zone mit Sitz in Köln, der Ende September 1950 aufgelöst wurde. Der 5. Strafsenat des BGH war hingegen seit seiner Errichtung zum 1. Januar 1952 zur Pflege der „gewachsenen Verbindungen zwischen West-Berlin und der Bundesrepublik“ in Berlin ansässig und zog 1997 auf Anordnung des Bundesministers der Justiz nach Leipzig in die Villa Sack. Ursprünglich sollte nach der Wiedervereinigung Deutschlands der gesamte BGH in das historische Reichsgerichtsgebäude in Leipzig ziehen, doch konnte sich dieser Vorschlag, zumal gegen den Willen der Richter, politisch nicht durchsetzen. Leipzig erhielt daher gemäß der Empfehlung der Föderalismuskommission von 1992, welche vom Bundestag per Beschluss „zur Kenntnis genommen“ wurde, nur den 5. Strafsenat. In das Reichsgerichtsgebäude zog am 22. August 2002 das bis dahin ebenfalls in Berlin ansässig gewesene Bundesverwaltungsgericht ein. Außerdem sieht die Empfehlung der Föderalismuskommission vor, dass für jeden am BGH neu eingerichteten Zivilsenat ein weiterer Strafsenat nach Leipzig ziehen soll, was als „Rutschklausel“ bezeichnet wird. Als es 2003–2004 und 2009–2010 zur vorübergehenden Einrichtung sogenannter „Hilfssenate“ kam (siehe Spruchkörper), wurde die Rutschklausel unter Verweis auf deren provisorischen Charakter nicht angewandt, was der sächsische Justizminister 2017 kritisierte. Aufgrund der zunehmenden Arbeitsbelastung des Gerichts segnete der Haushaltsausschuss des Deutschen Bundestages im November 2018 die Einrichtung je eines neuen dauerhaften Zivil- und Strafsenats ab, welche 2019 bzw. 2020 erfolgte. Die Rutschklausel wurde dabei insoweit berücksichtigt, als der neue XIII. Zivilsenat in Karlsruhe eingerichtet wurde, der neue 6. Strafsenat in Leipzig, wo nun 5. und 6. Strafsenat gemeinsam in der Villa Sack untergebracht sind, trotz anfänglicher räumlicher Bedenken.

## Gerichtsorganisation
Der Geschäftsgang des Gerichts wird durch die vom Plenum des Bundesgerichtshofs verabschiedete Geschäftsordnung des Bundesgerichtshofs geregelt [§ 140 Gerichtsverfassungsgesetz (GVG)].

### Spruchkörper
Die Richter des BGH sind in Senate eingeteilt, die je einen Vorsitzenden und sechs bis acht weitere Mitglieder haben. An den einzelnen Entscheidungen der Senate sind nicht alle Mitglieder beteiligt, sondern die Richter arbeiten in sogenannten Sitzgruppen. Diese bestehen gemäß § 139 Abs. 1 GVG aus dem Vorsitzenden und vier Beisitzern aus dem Kreis der weiteren Mitglieder, sodass ein Senat als Spruchkörper grundsätzlich in der Besetzung von fünf Mitgliedern entscheidet.
Die Zahl der Senate wird gemäß § 130 GVG vom Bundesminister der Justiz bestimmt und erhöhte sich seit Gründung des BGH mehrfach. Von 1990 bis 2019 gab es zwölf Zivil- und fünf Strafsenate, seit der Einrichtung je eines weiteren Senats in den Jahren 2019 und 2020 gibt es nunmehr dreizehn Zivilsenate, die mit römischen Zahlen durchnummeriert sind, und sechs Strafsenate, die mit arabischen Zahlen durchnummeriert sind.
Zusätzlich bestand von 2003 bis 2004 ein Hilfssenat (IXa-Zivilsenat) zur vorübergehenden Entlastung des IX. Zivilsenats und von 2009 bis 2010 ein weiterer Hilfssenat (Xa-Zivilsenat) zur vorübergehenden Entlastung des X. Zivilsenats. Mit Wirkung vom 1. August 2021 wurde der VIa-Zivilsenat als Hilfssenat für die sogenannten „Diesel-Sachen“ eingerichtet.
Zudem gibt es acht Spezialsenate. Sechs davon beschäftigen sich mit dem Berufsrecht in der Rechtspflege, namentlich das Dienstgericht des Bundes (das für dienstrechtliche Verfahren von Richtern und Mitgliedern des Bundesrechnungshofs zuständig ist), der Senat für Notarsachen, der Senat für Anwaltssachen, der Senat für Patentanwaltssachen, der Senat für Wirtschaftsprüfersachen und der Senat für Steuerberater- und Steuerbevollmächtigtensachen. Die beiden weiteren sind der Kartellsenat und der Senat für Landwirtschaftssachen. Den Spezialsenaten gehören die Richter zusätzlich zu ihrer Tätigkeit in einem der Zivil- oder Strafsenate an, da die Spezialsenate nur gelegentlich zusammentreten. Abgesehen vom Kartellsenat, der wie die Zivil- und Strafsenate mit fünf Berufsrichtern besetzt ist, entscheiden die Spezialsenate in der Besetzung mit drei Berufsrichtern und zwei ehrenamtlichen Richtern aus der jeweiligen Berufsgruppe, wobei es sich dabei im Falle des Dienstgerichts des Bundes um zwei (Berufs-)Richter des Gerichts des Betroffenen handeln kann.
Für die Entscheidungen über Ermittlungsanträge des Generalbundesanwalts in Strafverfahren (z. B. Hausdurchsuchung, Beschlagnahme, Haftbefehl) sind ebenso wie bei anderen Strafgerichten besondere Ermittlungsrichter bestellt, deren Zahl vom Bundesminister der Justiz bestimmt wird (§ 130 GVG). Auch diese Tätigkeit erfolgt zusätzlich zu der in einem der Straf- oder Zivilsenate. Bis 2016 gab es langjährig stets sechs planmäßige Ermittlungsrichter, welche sich diesen Aufgaben nur mit einem relativ kleinen Teil ihres Deputats widmeten. 2017 wurde dies dahingehend geändert, dass nun zwei planmäßige Ermittlungsrichter, die sich dieser Aufgabe mit einem größeren Teil ihres Deputats widmen, sowie vier Vertreter bestellt sind. Die Entscheidungen der Ermittlungsrichter können in bestimmten Fällen (§ 304 Abs. 5 StPO) durch Beschwerde angefochten werden, über welche ein Strafsenat des Bundesgerichtshofs entscheidet (kleiner Devolutiveffekt), der dann gemäß § 139 Abs. 2 GVG ausnahmsweise nur mit drei Richtern besetzt ist.

### Geschäftsverteilung
Die Verteilung der einzelnen Verfahren auf die verschiedenen Senate ist im Geschäftsverteilungsplan des Gerichts geregelt. Das Prinzip des gesetzlichen Richters verlangt, dass von vornherein nach abstrakt-generellen Kriterien festgelegt ist, welcher Senat in welcher Besetzung für einen Fall zuständig ist, bevor der Bundesgerichtshof für eine Rechtssache zuständig wird. Auf diese Weise sollen Manipulationen vermieden werden.
Nach § 130 GVG werden bei dem Bundesgerichtshof Zivil- und Strafsenate gebildet. Es muss also jeweils ein Zivil- und ein Strafsenat bestehen. Darüber hinaus ordnet § 130 Abs. 1 S. 2 GVG an, dass der Bundesminister der Justiz die Zahl der Senate bestimmt. Neben den Zivil- und Strafsenaten gibt es noch die großen Senate, gesetzlich angeordnete Spezialsenate sowie ebenfalls gesetzlich normierte Senate für Berufs- und Dienstrechtssachen.
Der Geschäftsverteilungsplan des Bundesgerichtshofs regelt die Zuständigkeit der Senate dabei in Zivilsachen nach den betroffenen Rechtsmaterien, in Strafsachen in der Regel danach, welches Gericht die angegriffene Entscheidung erlassen hat. Zusätzlich sind insbesondere dem ersten, dritten und vierten Strafsenat Sonderzuständigkeiten zugewiesen. Der vollständige Geschäftsverteilungsplan steht auf der Internetseite des Bundesgerichtshofs zum Download zur Verfügung. Gegenwärtig (Geschäftsverteilung 2019) bestehen im Groben folgende Zuständigkeiten:

#### Strafsenate
| Strafsenat          | Zuständigkeiten |
| ------------------- | --- |
| Erster Strafsenat   | Bezirke der Oberlandesgerichte München, Stuttgart, Karlsruhe, Militärstrafsachen und Vergehen gegen die Landesverteidigung sowie Steuer- und Zollstrafsachen |
| Zweiter Strafsenat  | Bezirke der Oberlandesgerichte Frankfurt am Main, Jena und Köln sowie Sonstige Entscheidungen ohne Spezialzuweisung                                          |
| Dritter Strafsenat  | Bezirke der Oberlandesgerichte Düsseldorf, Oldenburg und Koblenz sowie Staatsschutzsachen                                                                    |
| Vierter Strafsenat  | Bezirke der Oberlandesgerichte Hamm und Zweibrücken sowie Verkehrsstrafsachen                                                                                |
| Fünfter Strafsenat  | Bezirk des Kammergerichts (Berlin) sowie Bezirke der Oberlandesgerichte Bremen, Dresden, Hamburg, Saarbrücken und Schleswig                                  |
| Sechster Strafsenat | Bezirke der Oberlandesgerichte Bamberg, Nürnberg, Rostock, Celle, Naumburg, Brandenburg und Braunschweig                                                     |

#### Zivilsenate
| Zivilsenat             | Zuständigkeiten |
| ---------------------- | --- |
| Erster Zivilsenat      | Urheberrecht, Markenrecht, Designrecht, Lauterkeitsrecht, Recht der Sortenbezeichnung, Transportrecht, Maklerrecht                                  |
| Zweiter Zivilsenat     | Gesellschaftsrecht, Vereinsrecht |
| Dritter Zivilsenat     | Staatshaftungsrecht, Notarhaftung, Stiftungsrecht, Auftragsrecht, Geschäftsführung ohne Auftrag                                                     |
| Vierter Zivilsenat     | Erbrecht, Versicherungsvertragsrecht |
| Fünfter Zivilsenat     | Immobiliarsachenrecht, Nachbarrecht, Wohnungseigentumsrecht                                                                                         |
| Sechster Zivilsenat    | Recht der unerlaubten Handlungen |
| Siebter Zivilsenat     | Werkvertragsrecht, Architektenrecht, Zwangsvollstreckungsrecht                                                                                      |
| Achter Zivilsenat      | Kaufrecht, Wohnraummietrecht |
| Neunter Zivilsenat     | Insolvenzrecht, Anwaltshaftung, Steuerberaterhaftung                                                                                                |
| Zehnter Zivilsenat     | Patentrecht, Sortenschutzrecht (ohne Sortenbezeichnung), Reisevertragsrecht, Schenkungsrecht                                                        |
| Elfter Zivilsenat      | Bankrecht (Darlehen, Sicherungsübereignungen, Bürgschaften), Kapitalmarktrecht                                                                      |
| Zwölfter Zivilsenat    | Familienrecht, Betreuungsrecht, gewerbliches Mietrecht                                                                                              |
| Dreizehnter Zivilsenat | Vergaberecht, Kaufvertrag, soweit das Erneuerbare-Energien-Gesetz (EEG) oder das Kraft-Wärme-Kopplungsgesetz betreffend, Freiheitsentziehungssachen |

#### Weitere Senate
| Senat                                                     | Zuständigkeiten                                                                                                  |
| --------------------------------------------------------- | --- |
| Kartellsenat                                              | Revisionen gegen Entscheidungen der Kartellsenate der Oberlandesgerichte und weitere gesetzliche Zuständigkeiten |
| Dienstgericht des Bundes                                  | nach dem Deutschen Richtergesetz und dem Bundesrechnungshofgesetz zugewiesene Aufgaben                           |
| Senat für Notarsachen                                     | nach der Bundesnotarordnung zugewiesene Aufgaben                                                                 |
| Senat für Anwaltssachen                                   | nach der Bundesrechtsanwaltsordnung zugewiesene Aufgaben                                                         |
| Senat für Patentanwaltssachen                             | nach der Patentanwaltsordnung zugewiesene Aufgaben                                                               |
| Senat für Landwirtschaftssachen                           | Landwirtschaftssachen nach dem Gesetz über das gerichtliche Verfahren in Landwirtschaftssachen                   |
| Senat für Wirtschaftsprüfersachen                         | nach der Wirtschaftsprüferordnung zugewiesene Aufgaben                                                           |
| Senat für Steuerberater- und Steuerbevollmächtigtensachen | nach dem Steuerberatungsgesetz zugewiesene Aufgaben                                                              |

#### Geschichte der Geschäftsverteilung
Die Zuständigkeitsbereiche der Senate haben sich seit der Errichtung des BGH vielfach geändert, beispielsweise um der zunehmenden Bedeutung bestimmter Rechtsbereiche Rechnung zu tragen und eine ausgeglichene Arbeitsbelastung der Senate zu erreichen. Besonders anschaulich kann dies am Beispiel der regionalen Zuständigkeit der fünf Strafsenate für die Oberlandesgerichtsbezirke für die Zeit ab 1990 gezeigt werden:
Bis zur Wiedervereinigung hatte der 5. Strafsenat seinen Sitz in West-Berlin, war jedoch stets auch für andere westdeutsche Oberlandesgerichtsbezirke zuständig. Im Zuge der Wiedervereinigung wurde der Senat nach Leipzig verlegt, behielt jedoch bis heute die Zuständigkeit für das (dann vergrößerte) Land Berlin.
In den ersten Jahren nach der Wiedervereinigung bestanden in den neuen Ländern die Bezirksgerichte der DDR fort. Jedem Strafsenat wurde die Zuständigkeit für die Bezirksgerichte in einem der fünf Länder zugewiesen (Mecklenburg-Vorpommern zum 1. Strafsenat, Thüringen zum 2. Strafsenat, Sachsen zum 3. Strafsenat, Sachsen-Anhalt zum 4. Strafsenat und Brandenburg zum 5. Strafsenat). Erst 1993 und 1994 wurden die Oberlandesgerichte Jena, Naumburg, Rostock, Brandenburg und Dresden errichtet.
Auch nach der Wiedervereinigung wurden gelegentlich einzelne Oberlandesgerichte der Zuständigkeit eines anderen Strafsenats unterstellt.
So wechselte 1991 das OLG Oldenburg vom 5. in den 3. Strafsenat (Bild 2) und 1993 das OLG Rostock mit seiner Errichtung vom 1. in den 4. Strafsenat (Bild 3).
1998 tauschten die OLGs Celle und Dresden die Senate, d. h. ab 1998 war Celle dem 3. Strafsenat und Dresden dem 5. Strafsenat zugewiesen (Bild 4).
2010 wechselte die Zuständigkeit für das OLG Schleswig vom 3. in den 5. Strafsenat (Bild 5) und 2012 die Zuständigkeit für das OLG Rostock vom 4. in den 3. Strafsenat und für das OLG Saarbrücken vom 4. in den 5. Strafsenat (Bild 6).
2014 wurden die südlichen Landgerichte des OLG Karlsruhe dem 4. Strafsenat zugeordnet. Ferner wechselte die Zuständigkeit des OLG Koblenz vom 2. zum 3. Strafsenat (Bild 7).
Im Jahr 2015 wurde die Zuständigkeit des OLG Rostock zum dritten Mal geändert: nun zum 2. Strafsenat (Bild 8).
Ab September 2019 wurden die südlichen Landgerichtsbezirke des OLG Karlsruhe wieder dem 1. Strafsenat zugeordnet.
Mit der Wiedereinrichtung des 6. Strafsenat des Bundesgerichtshofes wurden diesem im Februar 2020 die OLG-Bezirke Bamberg und Nürnberg (vom 1. Strafsenat), Rostock (vom 2. Strafsenat), Celle (vom 3. Strafsenat), Naumburg (vom 4. Strafsenat) und Brandenburg sowie Braunschweig (vom 5. Strafsenat) zugewiesen.

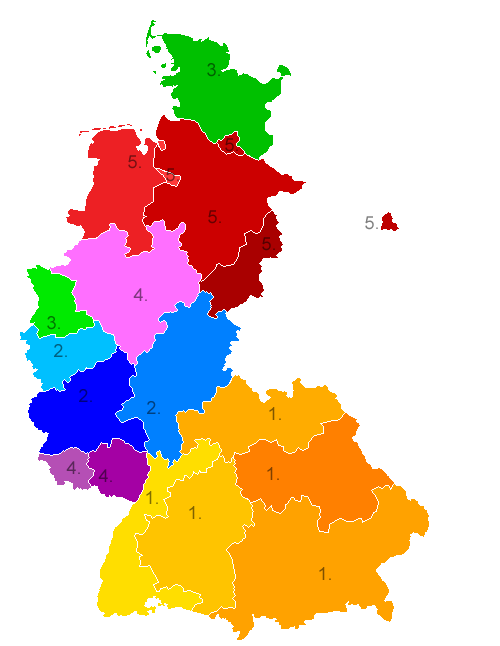
Bild 1: 1990
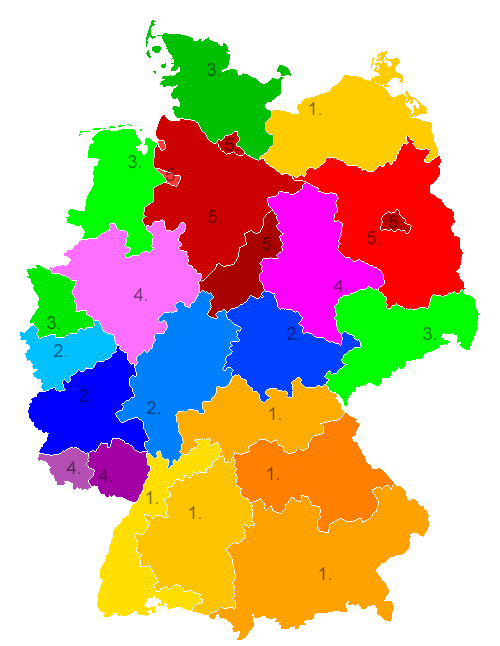
Bild 2: 1991 und 1992
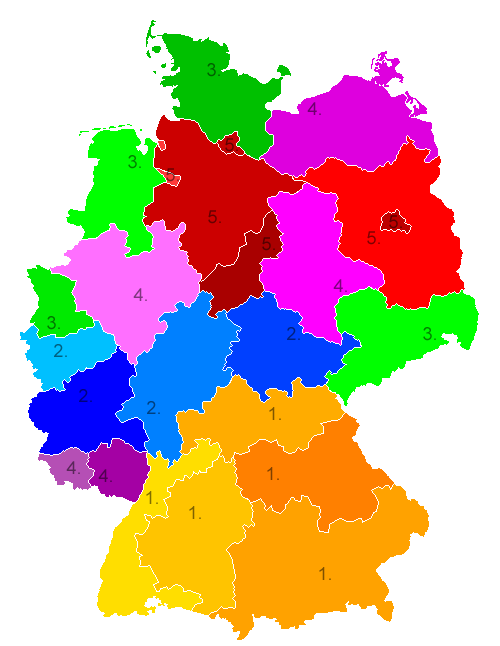
Bild 3: 1993 bis 1997
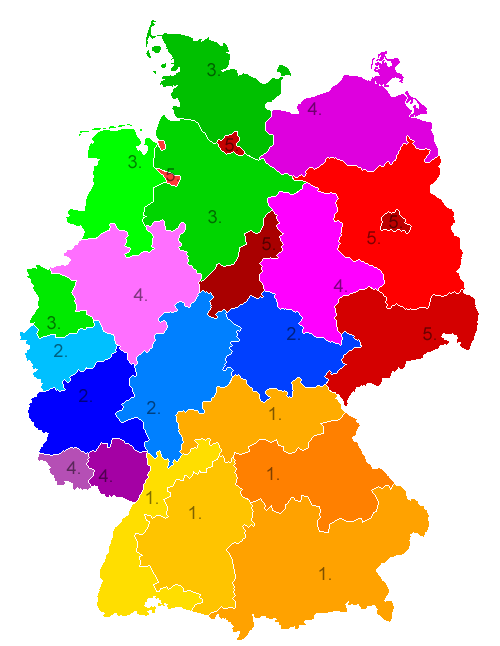
Bild 4: 1998 bis 2009
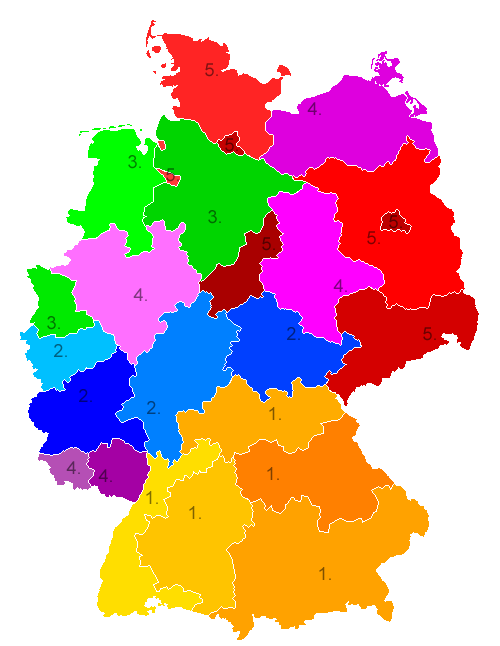
Bild 5: 2010 und 2011
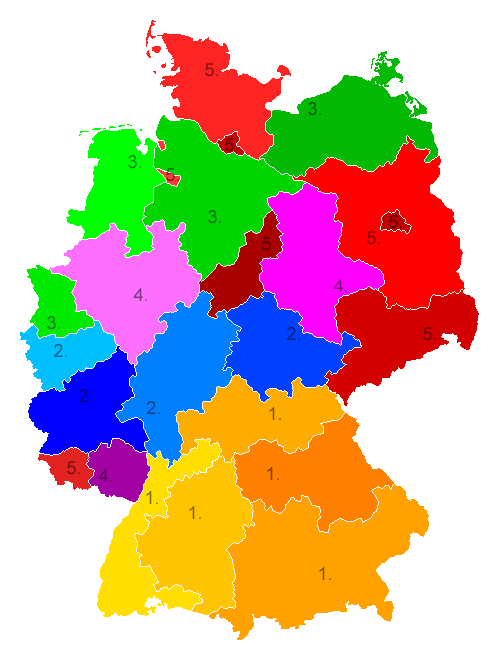
Bild 6: 2012 und 2013
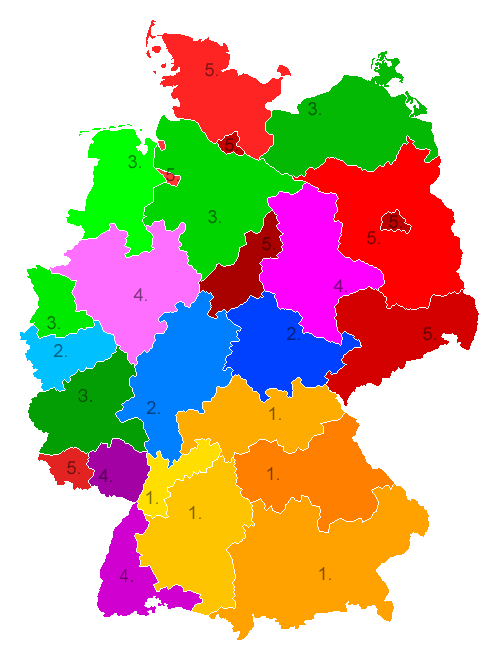
Bild 7: ab 2014
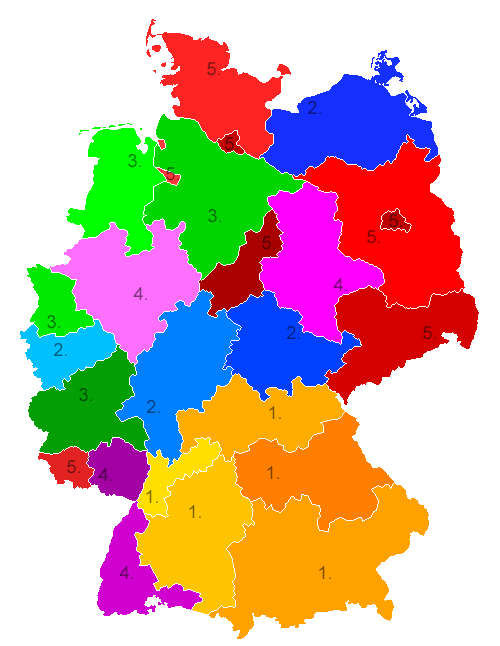
Bild 8: ab 2015
Bild 9: ab 15. Februar 2020

### Arbeitsweise

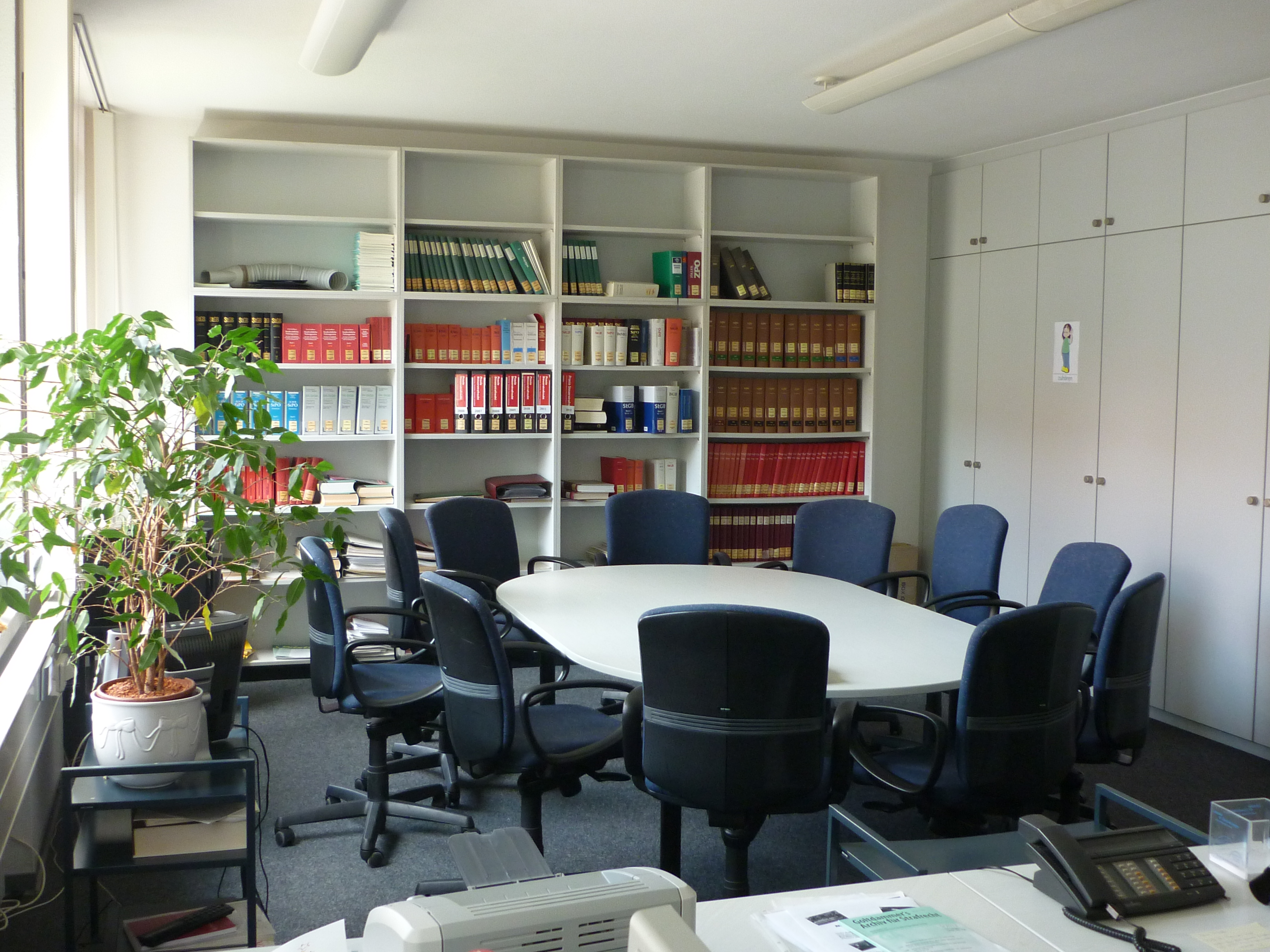
Beratungszimmer eines Strafsenats

Ist durch die Geschäftsverteilung des Gerichts ein Fall dem zuständigen Senat zugeteilt worden, so bestimmt anschließend die von den Richtern des jeweiligen Senats gemäß § 21g GVG vor Beginn des Geschäftsjahres zu beschließende senatsinterne Geschäftsverteilung, in welcher personellen Besetzung über die Sache entschieden wird und welcher Richter Berichterstatter ist, also die Akten bearbeitet und den Fall vorbereitet. Der Vorsitzende übt in der Regel keine Berichterstattertätigkeit aus, sondern liest die Akten aller dem Senat zugewiesenen Fälle zusätzlich zum jeweiligen Berichterstatter (Vier-Augen-Prinzip).
Der Senat trifft sich in regelmäßigen Abständen zur Beratung, die in Zivilsachen durch „Voten“ (gutachtliche Stellungnahmen und Entscheidungsvorschläge) der jeweiligen Berichterstatter vorbereitet wird. In Strafsachen dagegen werden in der Beratung von jedem Richter die ihm als Berichterstatter zugewiesenen Fälle mündlich zusammengefasst und die rechtlichen Probleme herausgestellt. Anschließend wird gemeinsam über den Fall beraten. Unter bestimmten Voraussetzungen, die im Abschnitt Verfahren beschrieben sind, kann der Senat aufgrund des Beratungsergebnisses durch schriftlichen Beschluss entscheiden, ohne dass eine Verhandlung stattfindet. Anderenfalls wird eine Verhandlung anberaumt, welche grundsätzlich öffentlich ist. Eine Verhandlung in Revisionssachen entspricht einem Gespräch zwischen den Richtern und den Verfahrensbeteiligten über die Frage, ob das angefochtene Urteil auf Rechtsfehlern beruht. In der anschließenden Urteilsberatung wird, sofern keine Einigkeit besteht, eine Entscheidung durch Abstimmung herbeigeführt, wobei jeder der fünf Richter eine Stimme hat. Die Entscheidung wird anschließend als Urteil verkündet.

## Verfahren
Der Bundesgerichtshof wird gemäß §§ 133, 135 Gerichtsverfassungsgesetz (GVG) hauptsächlich als Revisionsgericht tätig. Zudem entscheidet der BGH in Zivilsachen über Sprungrevisionen, Rechtsbeschwerden und Sprungrechtsbeschwerden (§ 133 GVG) sowie in Strafsachen über Beschwerden gegen Beschlüsse und Verfügungen der Oberlandesgerichte und Beschwerden gegen Verfügungen der Ermittlungsrichter des BGH (§ 135 GVG). Durch Sondervorschriften in anderen Gesetzen sind ihm weitere Verfahren zugewiesen.
Im Jahr 2014 hatte der BGH in Zivilsachen 4.158 Revisionen einschließlich Nichtzulassungsbeschwerden, 1.544 Rechtsbeschwerden und ähnliche Verfahren sowie 528 sonstige Rechtssachen zu bearbeiten. In Strafsachen waren es für die Senate 2.976 Revisionen einschließlich Vorlegungssachen und 436 sonstige Rechtssachen, für die Ermittlungsrichter 1.247 Rechtssachen.

### Revision in Strafsachen
Die Revision in Strafsachen zum BGH erfolgt gegen die in erster Instanz ergangenen Urteile der Landgerichte (Große Strafkammern) und der Oberlandesgerichte (in Staatsschutzsachen nach § 120 GVG). Sie kann sowohl vom Angeklagten als auch von der Staatsanwaltschaft oder der Nebenklage eingelegt werden. Hält der Senat aufgrund seiner Beratung die Revision für unzulässig (§ 349 Abs. 1 Strafprozessordnung) oder den Antrag des Generalbundesanwalts entsprechend einstimmig für offensichtlich unbegründet (§ 349 Abs. 2 StPO) oder hält er eine zugunsten des Angeklagten eingelegte Revision einstimmig für begründet (§ 349 Abs. 4 StPO), so kann er durch Beschluss entscheiden. In den übrigen Fällen (ca. 5 % der Revisionen) wird aufgrund einer Hauptverhandlung durch Urteil entschieden (§ 349 Abs. 5 StPO).
In der Hauptverhandlung vor dem Bundesgerichtshof wird die Staatsanwaltschaft durch einen Vertreter des Generalbundesanwalts vertreten, der Angeklagte durch seinen Verteidiger, sofern er einen hat. Der Angeklagte darf zwar, sofern es ihm möglich ist, persönlich an der Verhandlung teilnehmen, hat jedoch keinen Anspruch darauf. Insbesondere hat er keinen Anspruch auf Überführung zur Verhandlung, sofern er sich in Haft befindet (§ 350 Abs. 2 StPO). Dies ist dadurch begründet, dass die Verhandlung der Erörterung von Rechtsfragen dient (keine Beweisaufnahme) und somit der Anspruch des Verteidigers auf Anwesenheit zur Wahrung der Interessen des Angeklagten genügt. In der Praxis nimmt der Angeklagte sehr selten an der Verhandlung teil. Gemäß § 351 StPO beginnt die Hauptverhandlung mit dem Vortrag des Berichterstatters. Daran schließt sich der Vortrag desjenigen Beteiligten an, der Revision eingelegt hat. Anschließend folgen die Ausführungen der Gegenseite. Sofern der Angeklagte anwesend ist, erhält er das letzte Wort.
Hält der BGH eine Revision für begründet, so wird das angefochtene Urteil aufgehoben (§ 353 StPO). Der BGH kann anschließend jedoch nur dann selbst in der Sache entscheiden, wenn keine weiteren Tatsachenfeststellungen erforderlich sind und keine neue Strafzumessung vorzunehmen ist. Dies ist gemäß § 354 StPO unter anderem der Fall, wenn der Angeklagte nach Ansicht des BGH aus rechtlichen Gründen freizusprechen ist, das Verfahren einzustellen ist oder in Übereinstimmung mit dem Antrag der Staatsanwaltschaft auf die Mindeststrafe erkannt werden kann. Auch Fehler beim Strafausspruch kann der BGH teilweise selbst korrigieren. Liegen die Voraussetzungen für eine eigene Entscheidung des BGH nicht vor, insbesondere wenn weitere Tatsachenfeststellungen erforderlich sind, so verweist er die Sache zur erneuten Verhandlung und Entscheidung an einen anderen Spruchkörper des Gerichtes zurück, dessen Urteil aufgehoben wurde (§ 354 Abs. 2 StPO).

### Revision und Rechtsbeschwerde in Zivilsachen
Die Revision in Zivilsachen zum BGH erfolgt in der Regel gegen in der Berufungsinstanz erlassene Endurteile der Land- und Oberlandesgerichte. Sie ist nur möglich, wenn sie vom Berufungsgericht zugelassen wurde oder der Bundesgerichtshof sie aufgrund einer Nichtzulassungsbeschwerde nachträglich für zulässig erklärt (§ 543 Abs. 1 Zivilprozessordnung). Die Revision ist zuzulassen, wenn die Rechtssache grundsätzliche Bedeutung hat oder zur Fortbildung des Rechts oder Sicherung einer einheitlichen Rechtsprechung eine Entscheidung des Bundesgerichtshofs erforderlich ist (§ 543 Abs. 2 ZPO). Hält der Senat eine Revision für unzulässig, verwirft er sie, was durch Beschluss erfolgen kann (§ 552 ZPO). Sind nach einstimmiger Ansicht des Senats die Voraussetzungen für die Zulassung der Revision durch das Berufungsgericht nicht gegeben und zudem keine Erfolgschancen ersichtlich, wird die Revision durch Beschluss zurückgewiesen (§ 552a ZPO). In der Mehrzahl der Verfahren entscheidet der Senat jedoch aufgrund einer mündlichen Verhandlung (§ 553 ZPO) durch Urteil.
In Zivilsachen müssen sich die Parteien von einem beim BGH zugelassenen Rechtsanwalt vertreten lassen (siehe Abschnitt Rechtsanwälte). Hat eine Revision Erfolg, so wird das angefochtene Urteil aufgehoben. Ist der Sachverhalt rechtsfehlerfrei festgestellt worden und die Sache danach reif zur Entscheidung, so entscheidet der BGH selbst über sie (§ 563 Abs. 3 ZPO). Andernfalls verweist er die Sache zur erneuten Verhandlung und Entscheidung an das Berufungsgericht zurück (§ 563 Abs. 1 ZPO).
In Familiensachen wurde zum 1. September 2009 das Rechtsmittel der Revision durch das der Rechtsbeschwerde abgelöst, welche hier grundsätzlich nur bei Zulassung durch die Vorinstanz möglich ist. Eine Rechtsbeschwerde wird ähnlich behandelt wie eine Revision (vgl. § 577 ZPO), über sie wird jedoch gemäß § 577 Abs. 6 ZPO durch Beschluss entschieden, welcher nicht begründet werden muss, sofern die Sache keine grundsätzliche Bedeutung hat. Auch in anderen Bereichen als dem Familienrecht erfolgt die Beanstandung bestimmter Arten von Entscheidungen nicht durch Revision, sondern durch Rechtsbeschwerde, beispielsweise die Beanstandung von Nebenentscheidungen und Entscheidungen in Nebenverfahren wie Zwangsvollstreckungs-, Insolvenz- und Kostensachen.

## Große Senate
Beim Bundesgerichtshof sind gemäß § 132 Abs. 1 GVG ein Großer Senat für Zivilsachen und ein Großer Senat für Strafsachen eingerichtet, welche zusammen die Vereinigten Großen Senate bilden. Gemäß § 132 Abs. 5 GVG besteht der Große Senat für Zivilsachen aus dem Präsidenten und je einem Mitglied der Zivilsenate, der Große Senat für Strafsachen aus dem Präsidenten und je zwei Mitgliedern der Strafsenate. Die Mitglieder der Großen Senate werden vom Präsidium bestimmt (§ 132 Abs. 6 GVG). Häufig sind die Senatsvorsitzenden auch Vertreter ihres Senats im Großen Senat.
Will ein Senat in einer Rechtsfrage von der Entscheidung eines anderen Senats abweichen, an welcher der andere Senat auf Anfrage festhält, so muss die Sache gemäß § 132 Abs. 2 und 3 GVG dem Großen Senat vorgelegt werden, welcher dann verbindlich über die Rechtsfrage entscheidet (§ 138 Abs. 1 GVG). Will ein Zivilsenat von einem anderen Zivilsenat abweichen, so ist der Große Senat für Zivilsachen anzurufen, bei Abweichungen zwischen Strafsenaten der Große Senat für Strafsachen. Will hingegen ein Zivilsenat von einem Strafsenat abweichen oder umgekehrt, so entscheiden die Vereinigten Großen Senate. Des Weiteren kann ein Senat eine Frage von grundsätzlicher Bedeutung dem Großen Senat zur Entscheidung vorlegen, wenn das nach seiner Auffassung zur Fortbildung des Rechts oder zur Sicherung einer einheitlichen Rechtsprechung erforderlich ist (§ 132 Abs. 4 GVG).
Die Großen Senate entscheiden nur über Rechtsfragen, der vorlegende Senat ist jedoch bei seiner anschließenden Sachentscheidung an die Entscheidung des Großen Senats zur Rechtsfrage gebunden (§ 138 Abs. 1 S. 3 GVG). Da die Großen Senate nur über Rechtsfragen befinden, können sie ohne mündliche Verhandlung entscheiden (§ 138 Abs. 1 S. 2 GVG), wobei in Strafsachen stets der Generalbundesanwalt zu hören ist, was auch in der Beratung geschehen kann (§ 138 Abs. 2 GVG). Entscheidungen werden im Fall der Uneinigkeit durch Abstimmung herbeigeführt, wobei jeder Richter eine Stimme hat; bei Stimmengleichheit gibt die Stimme des Vorsitzenden, also des Präsidenten, den Ausschlag (§ 132 Abs. 6 S. 3 GVG).

## Verhältnis zu anderen Gerichten
Der Bundesgerichtshof steht als oberstes Gericht der ordentlichen Gerichtsbarkeit im Instanzenzug über den Amts-, Land- und Oberlandesgerichten der Länder. Gegen seine Entscheidungen ist somit grundsätzlich kein Rechtsmittel mehr möglich, sie werden mit ihrer Verkündung rechtskräftig. Zwar kann auch gegen Entscheidungen des BGH – wie gegen jeden Akt der deutschen öffentlichen Gewalt – Verfassungsbeschwerde vor dem Bundesverfassungsgericht eingelegt werden, doch stellt diese keine vollständige Überprüfung der Entscheidung des BGH dar, sondern lediglich eine Überprüfung am Maßstab des Verfassungsrechts. Mögliche Verstöße gegen die Europäische Menschenrechtskonvention (EMRK) durch Entscheidungen des BGH – ebenso wie jedes anderen letztinstanzlichen Gerichts – können vor dem Europäischen Gerichtshof für Menschenrechte (EGMR) in Straßburg geltend gemacht werden, in der Regel allerdings erst nach Ausschöpfung der Verfassungsbeschwerde. Bislang nicht abschließend geklärt ist, welche Bindungswirkung die Urteile des EGMR in Deutschland haben.
Zu den anderen obersten Gerichtshöfen des Bundes ist der BGH gleichrangig, kann sich also nicht über deren Rechtsauffassungen hinwegsetzen. Für die Entscheidung von Rechtsfragen bei abweichenden Rechtsauffassungen zwischen dem Bundesgerichtshof und einem anderen obersten Gerichtshof des Bundes ist gemäß Art. 95 Abs. 3 GG der Gemeinsame Senat der obersten Gerichtshöfe des Bundes zuständig.
Hat der Bundesgerichtshof Recht der Europäischen Union anzuwenden, so ist er gemäß Art. 267 AEUV als letzte innerstaatliche Instanz grundsätzlich dazu verpflichtet, eine noch ungeklärte Rechtsfrage vorab im Rahmen eines Vorabentscheidungsverfahrens dem Gerichtshof der Europäischen Union in Luxemburg vorzulegen, dessen Beantwortung der Rechtsfrage für den BGH bei seiner anschließenden Sachentscheidung bindend ist.
Die Rechtsprechung des BGH ist auch für die österreichische Rechtswissenschaft von Bedeutung: Im Bereich des Handelsrechts, das überwiegend durch das in Österreich im Jahr 1938 eingeführte deutsche Handelsgesetzbuch geregelt ist, orientieren sich die Gerichte in Auslegungsfällen bevorzugt an Entscheidungen des BGH. Das österreichische Handelsgesetzbuch wurde zwar zum 1. Januar 2007 im Zuge einer umfassenden Novelle in Unternehmensgesetzbuch umbenannt, stimmt jedoch weiterhin in vielen Teilbereichen mit dem deutschen Handelsgesetzbuch überein.

## Beschäftigte
Der Bundesgerichtshof hat (Stand: 2012) 404,5 Planstellen. Davon sind 129 Richter, 48 wissenschaftliche Mitarbeiter, 106,5 Beamte, 116 tarifliche Arbeitnehmer und 5 Auszubildende. Da einige Personen in Teilzeit beschäftigt sind, liegt die tatsächliche Zahl der Beschäftigten etwas höher – im Jahr 2012 lag sie bei 406 Personen.

### Präsident
An der Spitze des Gerichts steht der Präsident (§ 124 GVG). Er ist Dienstvorgesetzter aller Beschäftigten. Als Präsident eines Obersten Gerichtshofs des Bundes ist er in die Besoldungsgruppe R 10 eingestuft.
Er ist gemäß § 21a GVG kraft Amtes Vorsitzender des Präsidiums des BGH, welchem des Weiteren zehn gewählte Richter angehören und welches gemäß § 21a Abs. 1 GVG für die Besetzung der Senate und die Geschäftsverteilung zuständig ist.
Der Präsident gehört in der Regel keinem der Zivil- oder Strafsenate an, häufig jedoch dem Kartellsenat. Er führt zudem kraft Gesetzes (§ 132 Abs. 6 S. 3 GVG) den Vorsitz in den Großen Senaten, wo seine Stimme bei Stimmengleichheit den Ausschlag gibt. Ebenfalls kraft Gesetzes ist er Vorsitzender des Senats für Anwaltssachen (§ 106 Abs. 2 BRAO).
Neunter Präsident des BGH ist seit dem 1. Juli 2014 Bettina Limperg; sie ist die erste Frau in diesem Amt. Im Folgenden eine Liste aller bisherigen Präsidenten des Bundesgerichtshofs:
| Nr. | Name                          | Beginn der Amtszeit | Ende der Amtszeit  |
| --- | ----------------------------- | ------------------- | ------------------ |
| 1   | Hermann Weinkauff (1894–1981) | 1. Oktober 1950     | 31. März 1960      |
| 2   | Bruno Heusinger (1900–1987)   | 1. April 1960       | 31. März 1968      |
| 3   | Robert Fischer (1911–1983)    | 1. April 1968       | 30. September 1977 |
| 4   | Gerd Pfeiffer (1919–2007)     | 1. Oktober 1977     | 31. Dezember 1987  |
| 5   | Walter Odersky (* 1931)       | 1. Januar 1988      | 31. Juli 1996      |
| 6   | Karlmann Geiß (1935–2025)     | 1. August 1996      | 31. Mai 2000       |
| 7   | Günter Hirsch (* 1943)        | 15. Juli 2000       | 31. Januar 2008    |
| 8   | Klaus Tolksdorf (* 1948)      | 1. Februar 2008     | 31. Januar 2014    |
| 9   | Bettina Limperg (* 1960)      | 1. Juli 2014        |                    |

### Vizepräsident
Der Vizepräsident des Bundesgerichtshofs ist der ständige Vertreter des Präsidenten. Er ist zugleich Vorsitzender Richter eines der Senate des BGH und als solcher in die Besoldungsgruppe R 8 eingestuft. Bis 1968 war die Stelle des Vizepräsidenten nicht eigenständig vorgesehen. Ständiger Vertreter des Präsidenten war in dieser Zeit gemäß § 5 der Geschäftsordnung des Bundesgerichtshofs der jeweils dienstälteste Senatsvorsitzende (damals Senatspräsident genannt). Später wurde die Stelle eingerichtet. Vom 1. August 2015 bis 2. Dezember 2016 war die Stelle des Vizepräsidenten vakant. Seitdem ist Jürgen Ellenberger Vizepräsident des Bundesgerichtshofs. Im Folgenden eine Liste aller Vizepräsidenten des Bundesgerichtshofs kraft Ernennung:
| Name                           | Beginn der Amtszeit | Ende der Amtszeit  |
| ------------------------------ | ------------------- | ------------------ |
| Roderich Glanzmann (1904–1988) | 1968                | 30. April 1972     |
| Fritz Hauß (1908–2003)         | 23. Mai 1972        | 31. Oktober 1976   |
| Gerd Pfeiffer (1919–2007)      | 3. November 1976    | 30. September 1977 |
| Walter Stimpel (1917–2008)     | 1. Oktober 1977     | 30. November 1985  |
| Ludwig Thumm (1920–2011)       | 2. Dezember 1985    | 30. April 1988     |
| Hannskarl Salger (1929–2010)   | 1. Mai 1988         | 30. November 1994  |
| Horst Hagen (1934–2019)        | 1. Dezember 1994    | 28. Februar 1999   |
| Burkhard Jähnke (* 1937)       | 1. März 1999        | 31. Mai 2002       |
| Joachim Wenzel (1940–2009)     | 1. April 2002       | 30. Juni 2005      |
| Gerda Müller (* 1944)          | 1. Juli 2005        | 30. Juni 2009      |
| Wolfgang Schlick (* 1950)      | 1. Juli 2009        | 31. Juli 2015      |
| Jürgen Ellenberger (* 1960)    | 2. Dezember 2016    |                    |

### Richter und Vorsitzende Richter

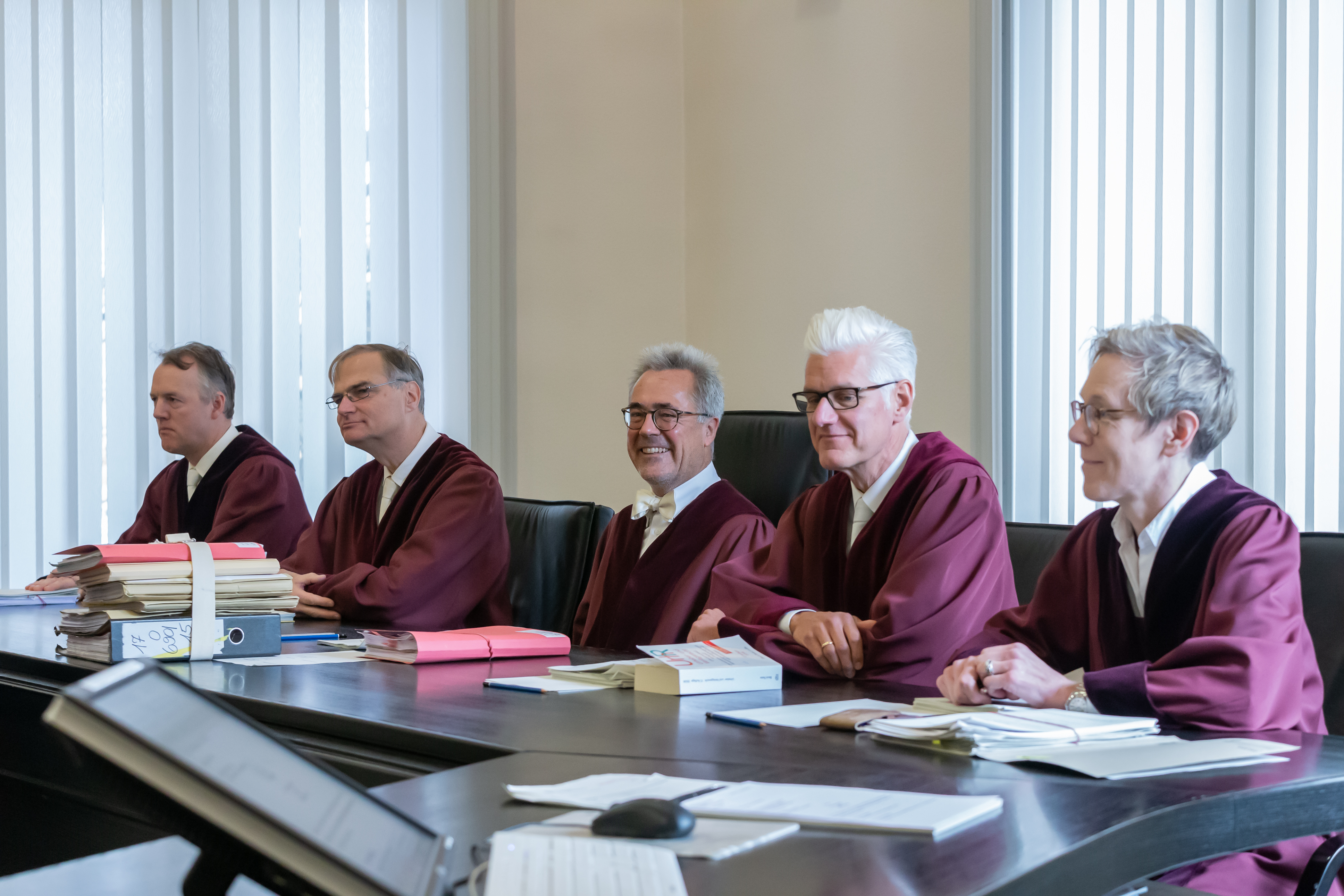
Richter des ersten Zivilsenats (2018)

Die Richter am Bundesgerichtshof tragen durch die ihnen übertragenen Aufgaben eine besondere Verantwortung. Durch die Auswahl der Richter kann die Rechtsprechung in der Bundesrepublik Deutschland erheblich beeinflusst werden. Deshalb wird sie von einem Richterwahlausschuss vorgenommen (§ 125 Abs. 1 GVG), welchem die Justizminister der Länder und 16 vom Bundestag gewählte Mitglieder angehören. Kandidaten können gemäß § 10 Richterwahlgesetz (RiWG) vom Bundesjustizminister und von den Mitgliedern des Richterwahlausschusses vorgeschlagen werden. Gewählt werden kann nur, wer die deutsche Staatsangehörigkeit besitzt und das 35. Lebensjahr vollendet hat (§ 125 Abs. 2 GVG). Der Bundesgerichtshof gibt durch seinen Präsidialrat eine Stellungnahme zur persönlichen und fachlichen Eignung der Vorgeschlagenen ab, welche für den Richterwahlausschuss aber nicht bindend ist. Der Richterwahlausschuss entscheidet in geheimer Abstimmung mit der Mehrheit der abgegebenen Stimmen (§ 12 RiWG). Nach ihrer Wahl werden die Richter vom Bundespräsidenten ernannt.
Die Richter am Bundesgerichtshof sind grundsätzlich hauptamtliche und planmäßige Berufsrichter. Lediglich bei den Entscheidungen der Spezialsenate zum Berufsrecht kommen neben drei Berufsrichtern zwei ehrenamtliche Richter aus dem jeweiligen Berufszweig zum Einsatz. Die Berufsrichter sind als Bundesrichter an einem der Obersten Gerichtshöfe des Bundes grundsätzlich in die Besoldungsgruppe R 6 eingeordnet, Vorsitzende Richter in die Besoldungsgruppe R 8; zusätzlich erhalten alle eine Bundeszulage.
Die derzeit 129 Richter und Vorsitzenden Richter üben ihr Amt wie alle Richter unabhängig aus (Art. 97 Abs. 1 GG) und werden auf Lebenszeit ernannt (Art. 97 Abs. 2 S. 2 GG), können also vor Erreichen des Renteneintrittsalters nur aufgrund schwerwiegender Verstöße aus dem Amt entfernt werden. Das Dienstgericht des Bundes ist als einer der Spezialsenate beim Bundesgerichtshof selbst eingerichtet, hätte letztlich also gemäß § 62 DRiG über Disziplinarmaßnahmen gegen Kollegen bis hin zur Entfernung aus dem Amt zu entscheiden.
Der Frauenanteil unter den Richtern am Bundesgerichtshof beträgt derzeit (Stand: 2015) mit 36 von 130 Personen (einschließlich der Präsidentin) 28 Prozent. Er ist damit gegenüber 2012, als es mit 26 von 130 Personen genau 20 Prozent waren, stark gestiegen. Im Vergleich mit den anderen obersten Gerichtshöfen des Bundes hat der BGH einen höheren Frauenanteil als der Bundesfinanzhof (22 %) oder das Bundessozialgericht (26 %) und einen ebenso hohen Anteil wie das Bundesverwaltungsgericht (28 %); lediglich das Bundesarbeitsgericht hat einen höheren Anteil (40 %).

### Wissenschaftliche Mitarbeiter
Der BGH beschäftigt stets etwa 50 wissenschaftliche Mitarbeiter, offiziell „wissenschaftliche Hilfskräfte“ (§ 193 Abs. 1 GVG). Die wissenschaftlichen Mitarbeiter müssen die Befähigung zum Richteramt haben und sind meist Richter am Amts-, Land-, Oberlandes- oder Bundespatentgericht oder Staatsanwälte. Sie werden für drei Jahre an den BGH abgeordnet und einem Senat zugeteilt. Dort sollen sie die Richter durch vorbereitende Arbeiten, insbesondere durch Recherche, Voten und Entscheidungsentwürfe, in ihrer juristischen Arbeit unterstützen. In der Regel erhält jeder Zivilsenat drei und jeder Strafsenat zwei wissenschaftliche Mitarbeiter.

### Sonstige Beschäftigte
Die etwa 240 weiteren Beschäftigten des BGH sind teilweise den einzelnen Senaten zugeordnet, wie etwa die Geschäftsstellen und Schreibkräfte, oder sie nehmen die am Gericht bestehenden allgemeinen Verwaltungsaufgaben wahr, wie etwa Bibliotheksführung, Öffentlichkeitsarbeit, Sicherheit, Poststelle oder technische Dienste.

## Rechtsanwälte

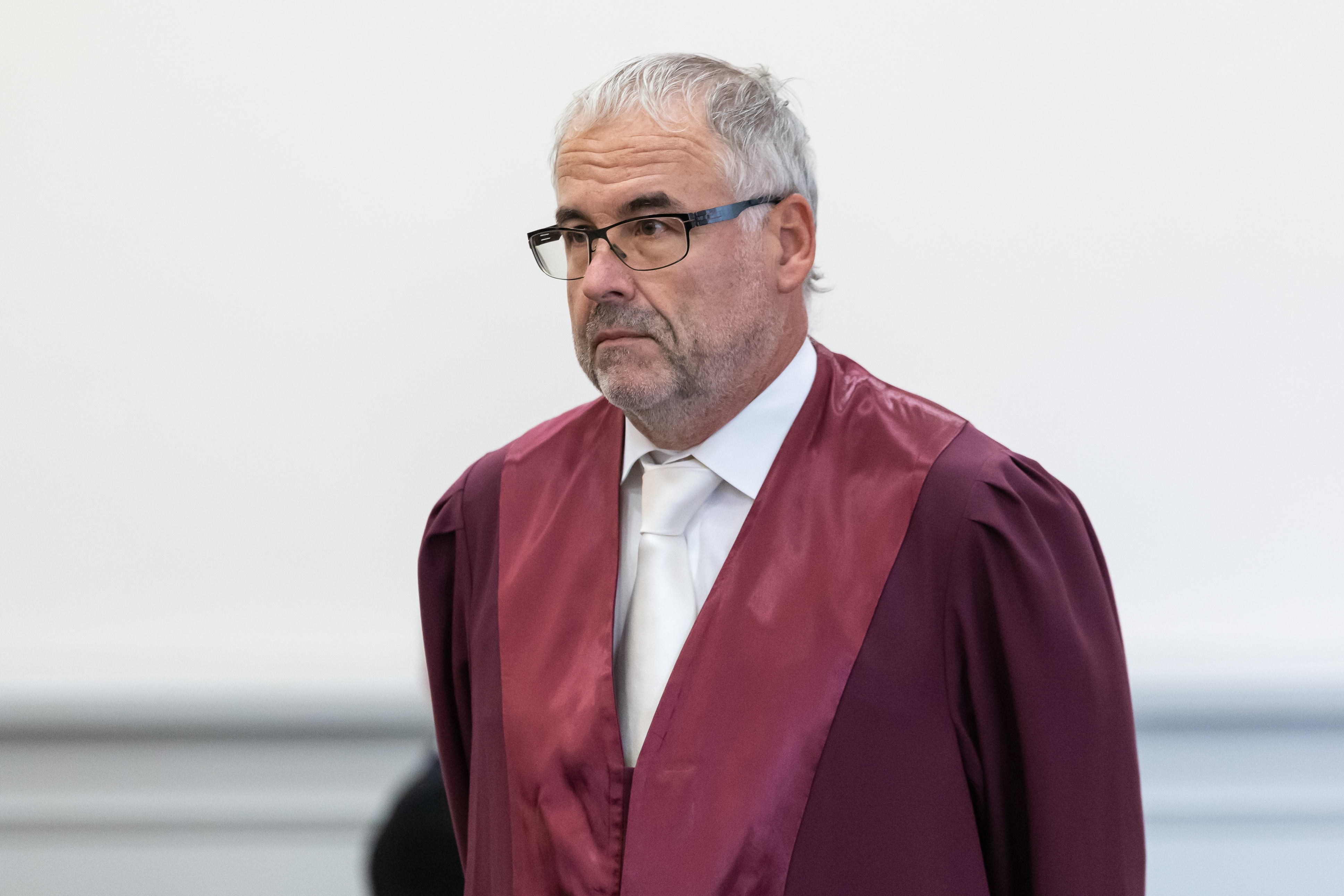
Beim Bundesgerichtshof zugelassener Rechtsanwalt (mit roter Anwaltsrobe und weißem Binder)

Vor dem Bundesgerichtshof können in Zivilsachen grundsätzlich (abgesehen von Patent-Nichtigkeitsverfahren) nur besonders zugelassene Rechtsanwälte auftreten. Die Zulassung erfolgt gemäß § 170 Bundesrechtsanwaltsordnung (BRAO) durch das Bundesministerium der Justiz und für Verbraucherschutz. Zugelassen werden kann nur, wer das 35. Lebensjahr vollendet hat, den Rechtsanwaltsberuf mindestens fünf Jahre ohne Unterbrechung ausgeübt hat und durch den Wahlausschuss für Rechtsanwälte bei dem Bundesgerichtshof benannt wird (§ 164 BRAO). Der Wahlausschuss besteht aus dem Präsidenten und den Senatsvorsitzenden der Zivilsenate des Bundesgerichtshofes sowie aus den Mitgliedern des Präsidiums der Bundesrechtsanwaltskammer und des Präsidiums der Rechtsanwaltskammer bei dem Bundesgerichtshof (§ 165 BRAO). Die beim Bundesgerichtshof zugelassenen Rechtsanwälte sind Pflichtmitglieder der Rechtsanwaltskammer bei dem Bundesgerichtshof und nur dort zugelassen (Singularzulassung). Sie haben ihren Kanzleisitz alle im Stadt- oder Landkreis Karlsruhe. Gegenwärtig (Stand: Juli 2024) sind 36 Rechtsanwälte beim BGH zugelassen. Die Kriterien für die Auswahl sind „weit überdurchschnittliche Kenntnisse und Fähigkeiten, die forensische Erfahrung und die Befähigung zum praktischwissenschaftlichen Arbeiten“. Die letzte Wahl fand 2013 statt.
Die Zulassungsbeschränkung wird mit dem Erfordernis erhöhten revisionsrechtlichen Sachverstands begründet. Ob sie mit der Verfassung (insbesondere Art. 12 GG) vereinbar ist, wird seit Jahren immer wieder aufs Neue diskutiert. Der Bundesgerichtshof hat dies zuletzt 2006 bejaht. Die dagegen eingelegte Verfassungsbeschwerde wurde vom Bundesverfassungsgericht 2008 nicht zur Entscheidung angenommen, dabei führte das Gericht aus, dass Art. 12 GG nicht verletzt sei.
In Strafsachen kann hingegen jeder Verteidiger vor dem Bundesgerichtshof auftreten.
In Verfahren nach dem Bundesrückerstattungsgesetz besteht gar kein Anwaltszwang (§ 4 Abs. 3 ZustÜblG), sodass insoweit jede Person vor dem Bundesgerichtshof auftreten kann.

## Elektronische Eingaben
Das Gericht nimmt eine Vorreiterrolle im elektronischen Rechtsverkehr ein. Zusammen mit dem Bundespatentgericht war der BGH an der Entwicklung von XJustiz maßgeblich beteiligt, mit dem bundesweit einheitliche Standards für den Austausch elektronischer Informationen geschaffen werden sollen.
Bereits seit 2001 besteht für die beim BGH zugelassenen Rechtsanwälte in Zivilsachen die Möglichkeit, Schriftsätze in elektronischer Form einzureichen. In Strafsachen hat der Generalbundesanwalt seit 2006 die Möglichkeit der elektronischen Einreichung von Schriftsätzen in Revisionsverfahren. Seit 2007 ergeben sich die technischen Voraussetzungen und die zulässigen Dokumentenformate für elektronische Eingaben aus der Verordnung über den elektronischen Rechtsverkehr beim Bundesgerichtshof und Bundespatentgericht (BGH/BPatGERVV). Die elektronischen Eingaben erfolgen über ein elektronisches Postfach, wofür der BGH seit 2010 das Elektronische Gerichts- und Verwaltungspostfach verwendet, an welchem sich mittlerweile viele deutsche Gerichte beteiligen.

## Baugeschichte und Gebäudenutzung

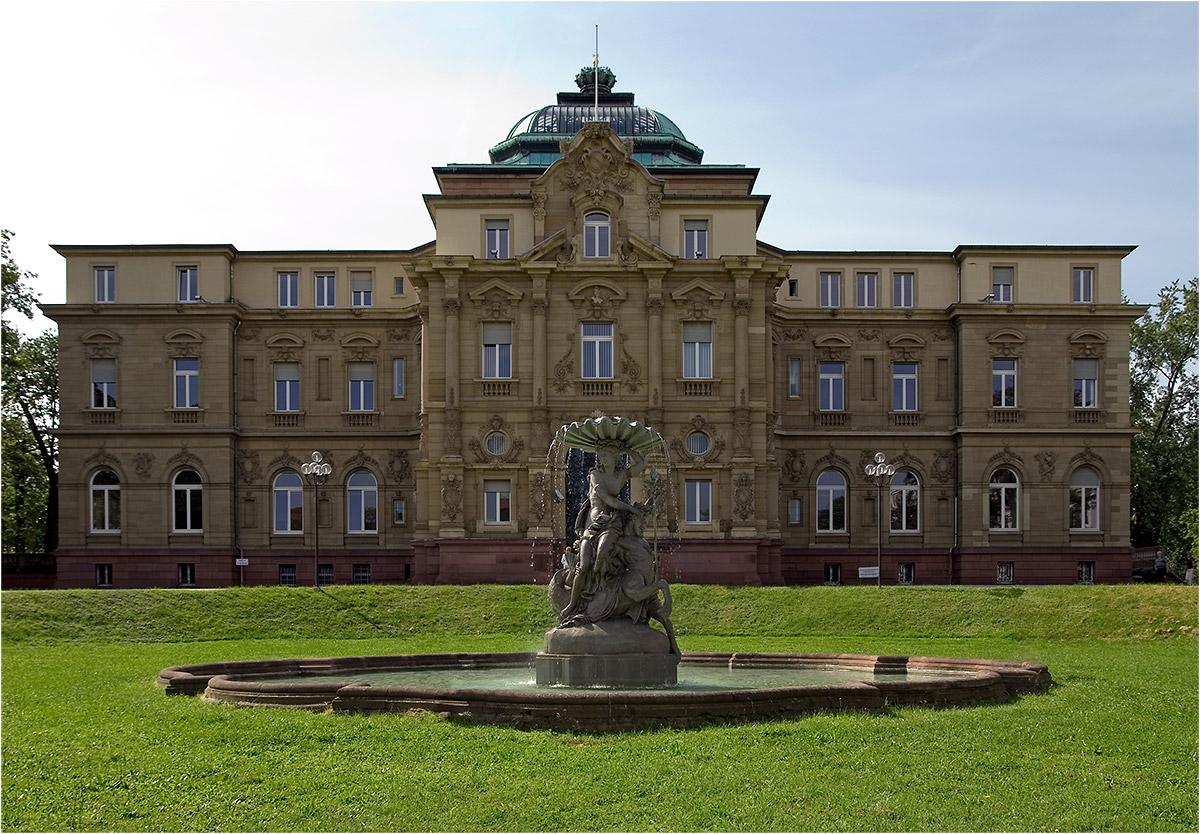
Erbgroßherzogliches Palais mit Galatea-Brunnen (2006)

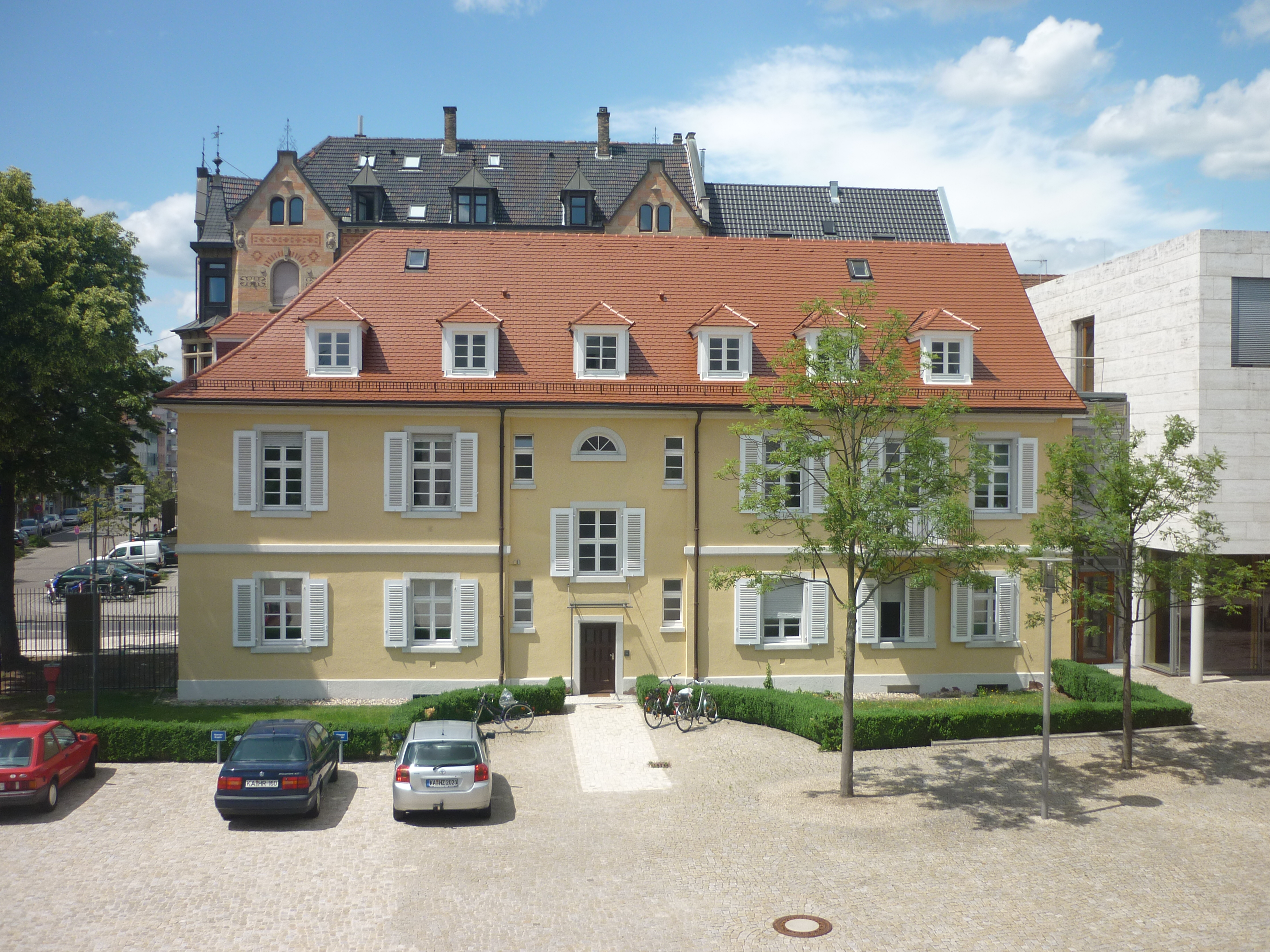
Weinbrennergebäude (2012)

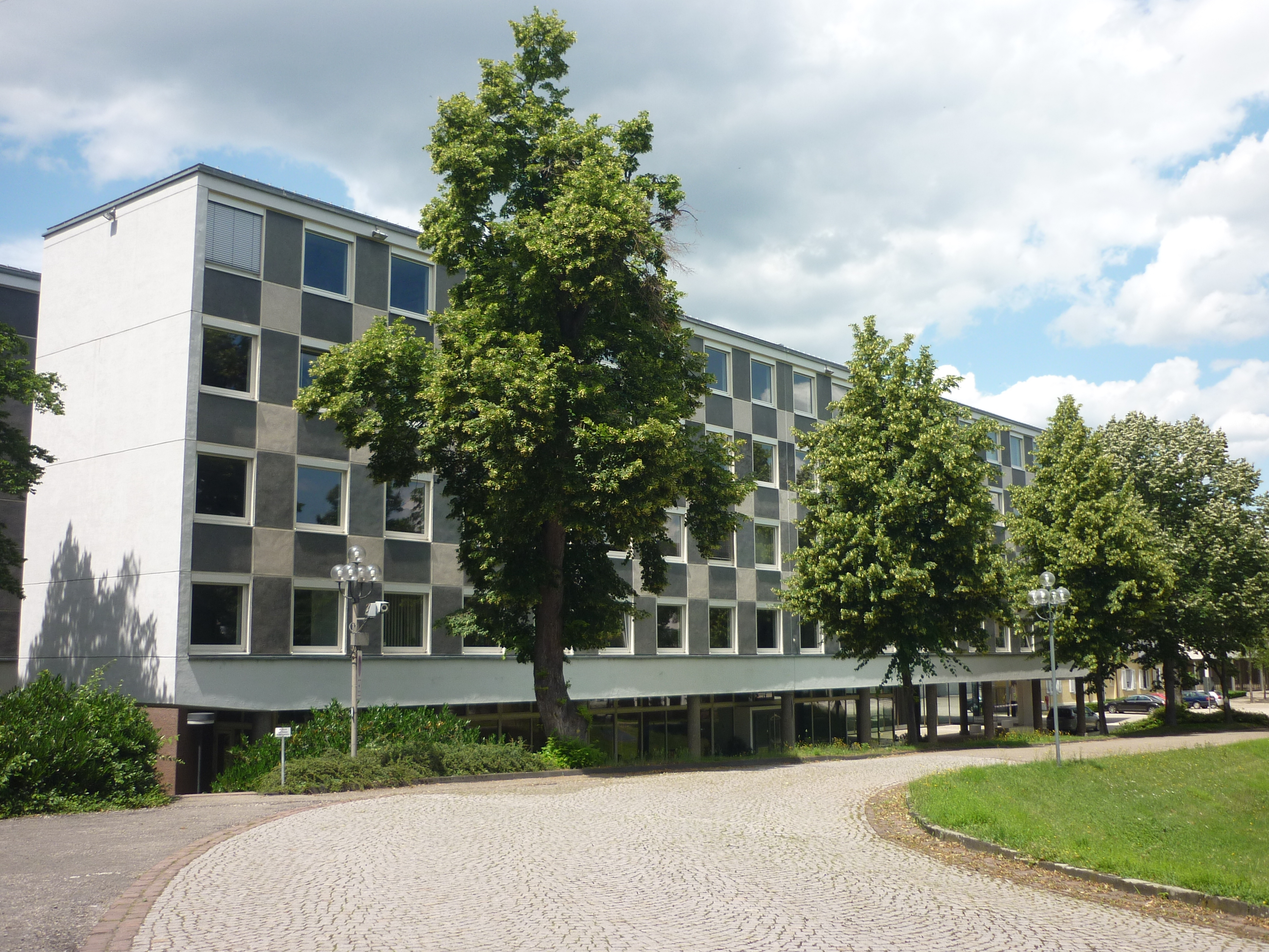
Westgebäude (2012)

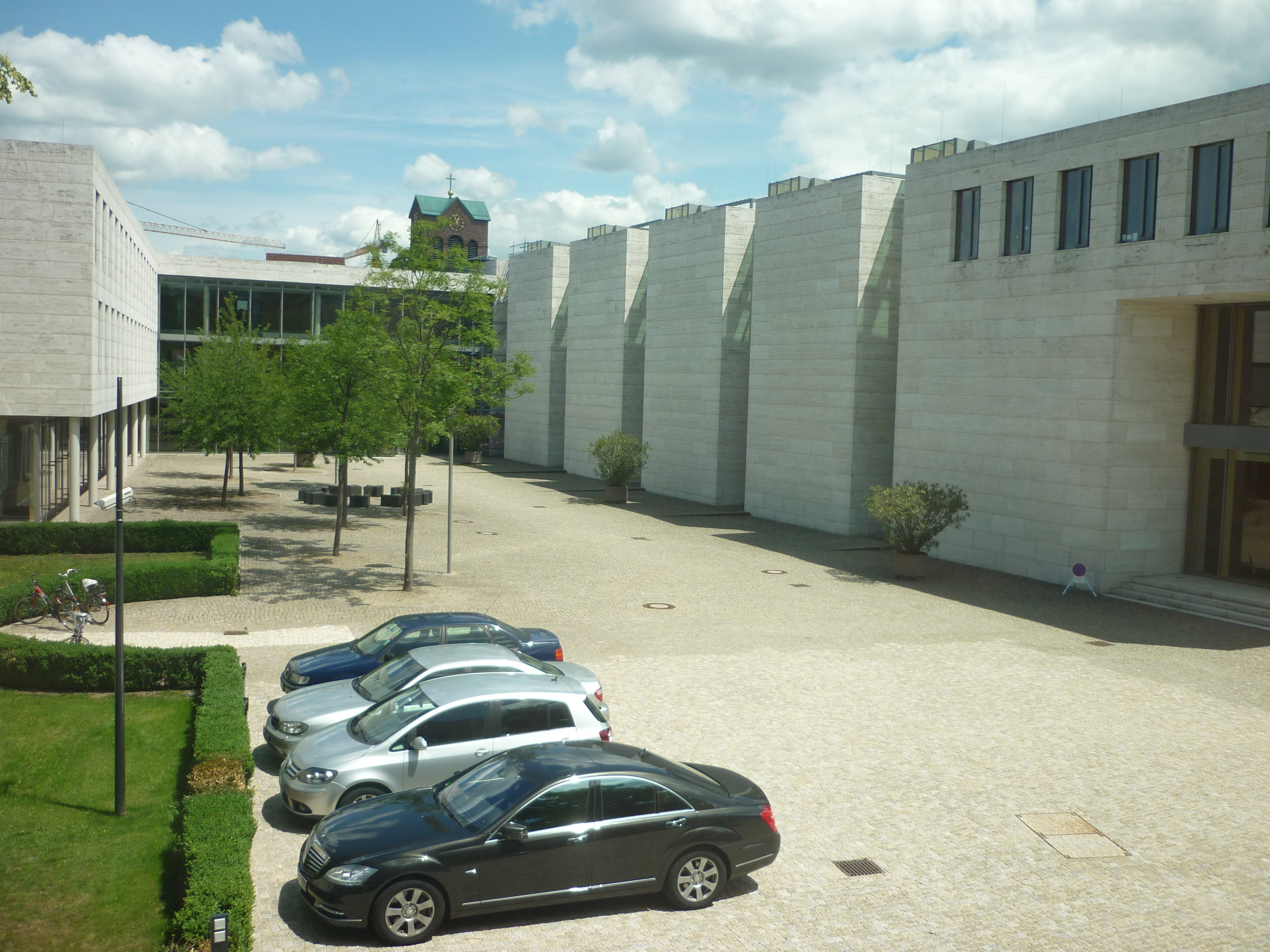
Nordgebäude (2012)

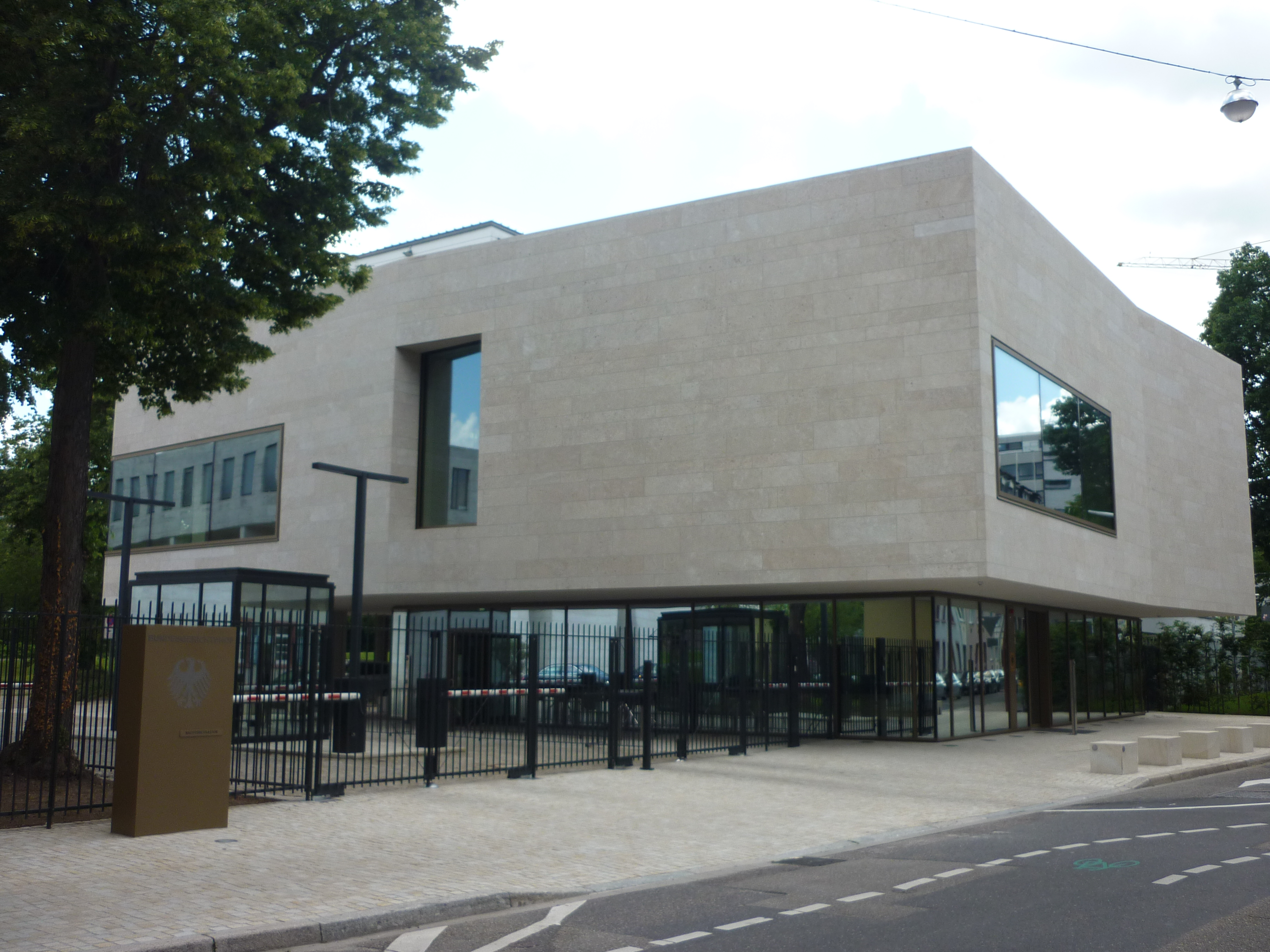
Neues Empfangsgebäude mit Eingangsschleuse (2012)

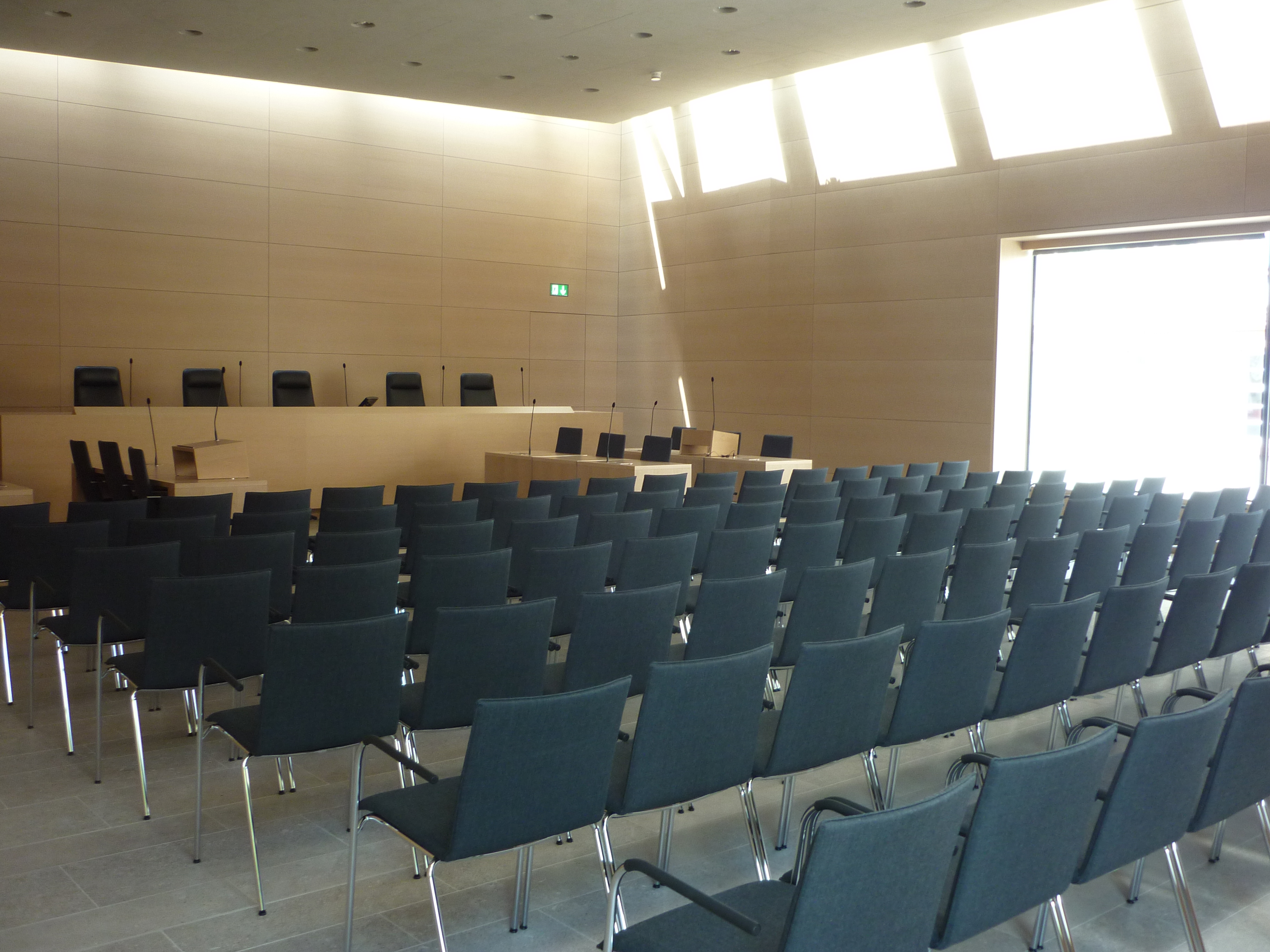
Neuer Sitzungssaal im Obergeschoss des Empfangsgebäudes

Der Bundesgerichtshof befindet sich seit seiner Gründung auf dem etwa vier Hektar großen Gelände des ehemaligen Erbgroßherzoglichen Palais, das im Südwesten der Karlsruher Innenstadt zwischen der Kriegs-, Herren-, Blumen- und Ritterstraße liegt. Die Gebäude sind rings um eine zentrale Rasenfläche gruppiert, auf der ein Galatea-Brunnen steht. Von der ursprünglichen Bebauung existieren heute noch das Palais selbst an der Südseite des Grundstücks und das ehemalige Gärtnerhaus (heute „Weinbrennergebäude“ genannt) an der Nordwestseite. Das Erbgroßherzogliche Palais beherbergt heute den Präsidenten und die Verwaltung des BGH sowie einige Zivilsenate und deren Sitzungssäle.
Bereits in den 1950er Jahren wurden erste Um- und Anbauarbeiten durchgeführt, um dem wachsenden Platzbedarf des Gerichts gerecht zu werden. Von 1958 bis 1960 entstand entlang der Herrenstraße nach den Plänen von Erich Schelling das Westgebäude sowie ein südlich daran angeschlossener abhörsicherer Sitzungssaal für die Strafsenate. Im Westgebäude befinden sich heute die vier in Karlsruhe sitzenden Strafsenate, die Ermittlungsrichter des Bundesgerichtshofes, einige Zivilsenate und das Casino (gehobene Kantine) des Gerichts. Ebenfalls von 1958 bis 1960 wurde ein Nordgebäude errichtet, das unter anderem Platz für die Bundesanwaltschaft bot.
Bis 1978 war das Gelände des Bundesgerichtshofs für die Bevölkerung frei zugänglich. Nach dem Mord an Generalbundesanwalt Siegfried Buback und einem missglückten Raketenangriff durch die RAF wurde die gesamte Anlage jedoch von einer videoüberwachten Doppelzaunanlage umzogen. Als Haupteingang wurde ein Kontrollgebäude mit Eingangsschleuse zwischen Westgebäude und Weinbrennergebäude errichtet.
Bereits seit den 1970er Jahren waren verschiedene Konzepte für Erweiterungsbauten im Gespräch, da der Platzbedarf des Gerichts mit zunehmendem Arbeitsaufkommen stetig stieg und zwischenzeitlich zusätzliche Gebäude in der Karlsruher Innenstadt angemietet werden mussten. Schließlich entschloss man sich, die Bundesanwaltschaft aus dem Gelände auszulagern. 1998 bezog sie ihren neuen Dienstsitz in der Brauerstraße, sodass der Weg frei war für eine Modernisierung und Erweiterung des Nordgebäudes. Zudem war nach der Wiedervereinigung der zunächst formell nur provisorische Dienstsitz in Karlsruhe endgültig zum Sitz des Bundesgerichtshofes erklärt worden, sodass die dringend nötige Erweiterung nicht mehr mit Verweis auf den provisorischen Zustand verweigert werden konnte. Nach Abriss des alten Nordgebäudes entstand von 2000 bis 2003 auf der Nordhälfte des BGH-Geländes ein zur zentralen Parkanlage offener U-förmiger Bau, in welchem sich heute einige Zivilsenate und deren Sitzungssäle, die Bibliothek des Bundesgerichtshofs sowie das Rechtshistorische Museum Karlsruhe befinden.
2011 wurde das sanierungsbedürftige und als zu abweisend erachtete Kontrollgebäude abgerissen und anschließend durch ein neues Empfangsgebäude ersetzt. In dessen Obergeschoss befindet sich zudem ein neuer großer Sitzungssaal für die Strafsenate, der am 6. März 2012 erstmals durch den 1. Strafsenat genutzt und am 18. April 2012 offiziell eingeweiht wurde. Verhandlungsbesucher müssen nun nicht mehr vom Haupteingang zum alten Sitzungssaal geleitet werden, sondern passieren die Kontrolle im Erdgeschoss des Empfangsgebäudes und gelangen von dort direkt ins Obergeschoss zum neuen Sitzungssaal. Dieser umfasst 120 Zuschauerplätze.
Im ersten Stock des Erbgroßherzoglichen Palais wurde 1957 eine marmorne Gedenktafel eingelassen, die an 34 Richter und Anwälte des Leipziger Reichsgerichts und der Reichsanwaltschaft erinnert, die nach Ende der NS-Herrschaft 1945 und 1946 in Deutschland in sowjetischer Gefangenschaft starben. Die Tafel hatte in den ersten zwanzig Jahren einen blumengeschmückten, altarähnlichen Vorbau und ein Kondolenzbuch. Sie wurde 2018 um eine Plakette und 2021 um eine Stelltafel ergänzt, die auf das nationalsozialistische Unrechtssystem hinweist, an dem diese Juristen mitwirkten, von denen 23 Mitglieder der NSDAP waren. Im Erdgeschoss des Palais wurde außerdem eine Stele als Mahnmal für die Opfer der NS-Justiz aufgestellt.
Der Bundesgerichtshof hat während der Errichtung eines neuen Ostgebäudes und der Sanierung des Westgebäudes eine Außenstelle in der Karlsruher Oststadt. Dort befinden sich die ersten 4 Strafsenate und damit auch der zuständige Strafsenat für Staatsschutzangelegenheiten.

## Bibliothek

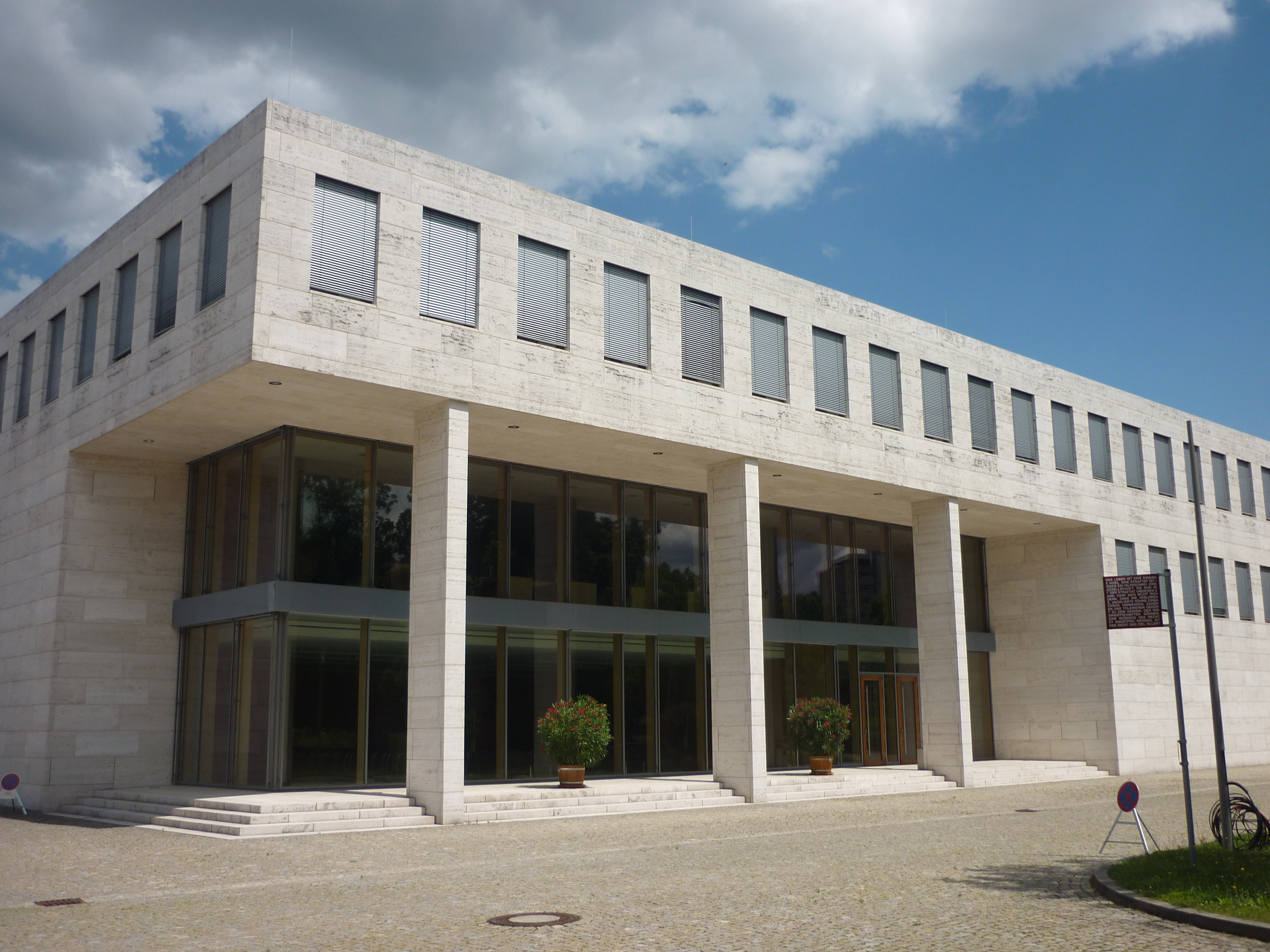
Außenansicht der Bibliothek (Ostflügel des U-förmigen Nordgebäudes)

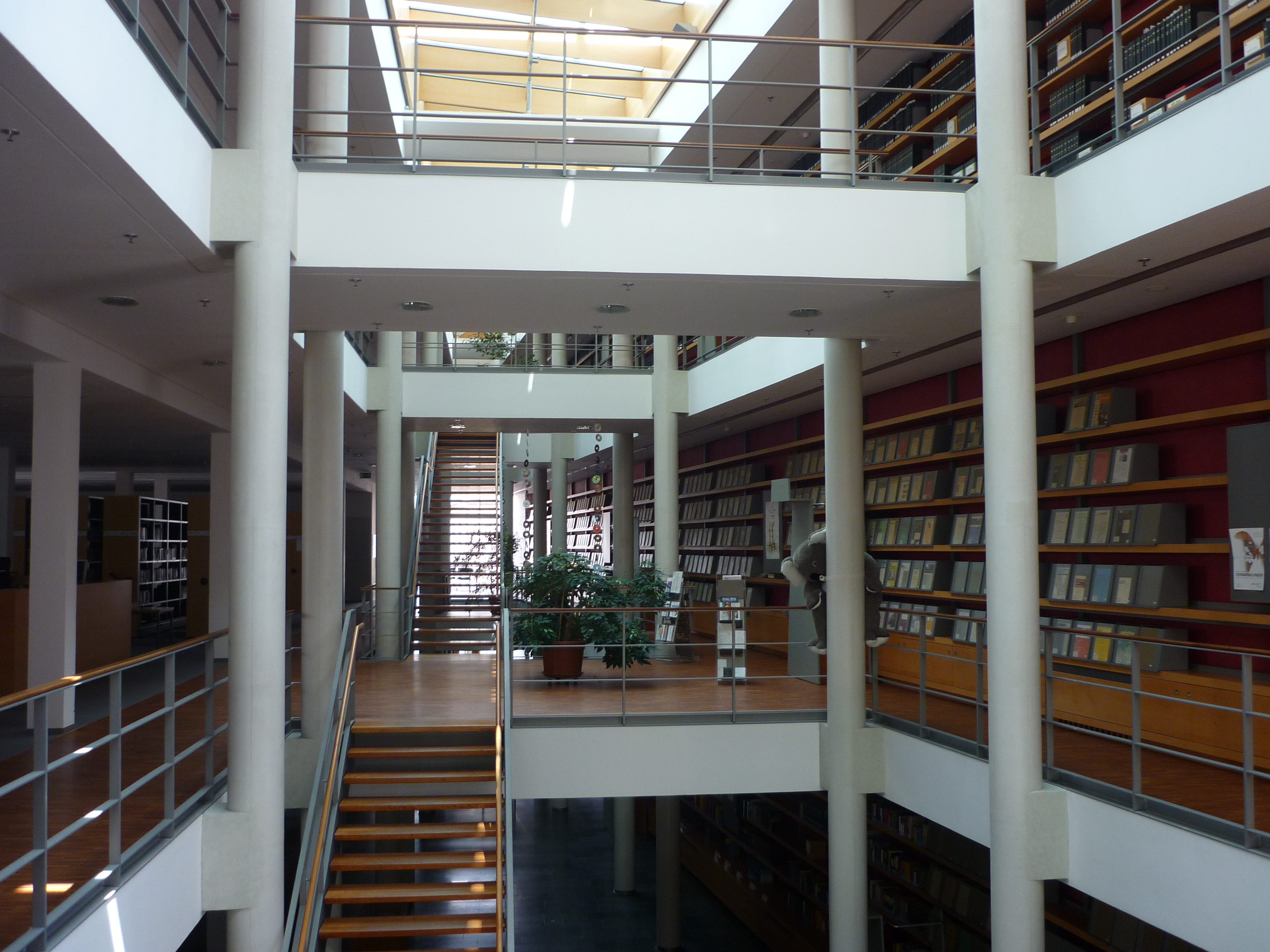
Innenansicht der Bibliothek

Die Bibliothek des Bundesgerichtshofs verfügt über einen Bestand von etwa 402.000 Druckwerken sowie etwa 9.000 weiteren Medieneinheiten und ist damit die größte Gerichtsbibliothek Deutschlands. Nach der Wiedervereinigung wurden ihr die Bestände der Bibliothek des Obersten Gerichts der DDR übertragen, darunter auch sehr viele historisch wertvolle Werke aus der Bibliothek des Reichsgerichts. Die Bibliothek des Bundesgerichtshofs erfasst die relevante juristische Literatur von 1800 bis 1970 fast vollständig und hat seitdem bei der Beschaffung von Medieneinheiten den Schwerpunkt entsprechend der Tätigkeit des Bundesgerichtshofs auf zivil- und strafrechtliche Literatur gelegt. Die jährlichen Ausgaben für Neuanschaffungen belaufen sich auf etwa 2.000.000 Euro.
Durch den 2003 erfolgten Umzug in das neu gestaltete Nordgebäude erhielt die Bibliothek erstmals repräsentative Räumlichkeiten mit 21,5 km Buchstellmöglichkeiten und modern ausgestatteten Arbeitsplätzen. Sie wird vorrangig von den Richtern des Bundesgerichtshofs und ihren Wissenschaftlichen Mitarbeitern, den beim BGH zugelassenen Rechtsanwälten und akkreditierten Pressevertretern und den Mitarbeitern der Bundesanwaltschaft genutzt und wird für diese tätig, beispielsweise bei der Beschaffung benötigter Medien. Sie ist während der allgemeinen Dienstzeiten jedoch auch für Fremdbenutzer zugänglich, wovon jährlich knapp 3.000 Personen Gebrauch machen.
Leiter der Bibliothek waren von 1950 bis 1956 Martin Kreplin, von 1956 bis 1985 Hildebert Kirchner und von 1986 bis 2010 Dietrich Pannier. Im Jahr 2010 übernahm Marcus Obert die Leitung.

## Veröffentlichung der Entscheidungen

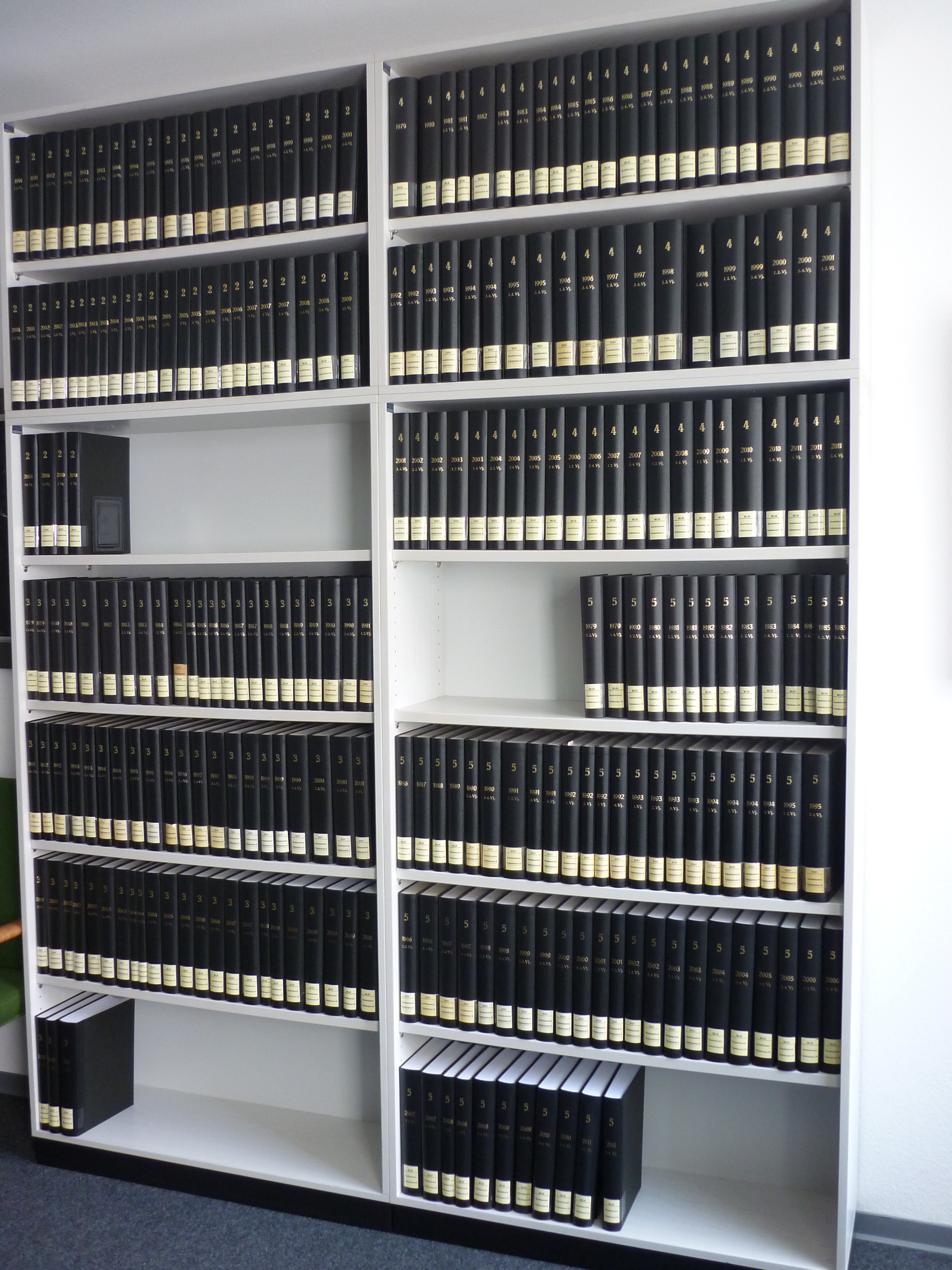
Einige Bände der vollständigen Entscheidungssammlung aus dem Bestand der Bibliothek des BGH

Der Bundesgerichtshof veröffentlicht seine seit dem 1. Januar 2000 ergangenen Entscheidungen in elektronischer Form auf seiner Internetseite, wo sie kostenlos abgerufen werden können. Persönliche Daten werden vor der Veröffentlichung stets anonymisiert. Seit 2011 bietet der BGH in Zusammenarbeit mit der Universität des Saarlandes zudem für ausgewählte Entscheidungen die Möglichkeit einer Benachrichtigung per E-Mail an, sobald der Volltext der Entscheidung auf der Internetseite des Bundesgerichtshofs abrufbar ist. In gedruckter Form wird die vollständige Entscheidungssammlung des BGH nicht veröffentlicht, sondern lediglich beim BGH archiviert. Vor dem 1. Januar 2000 ergangene Entscheidungen können gegen eine Kopiergebühr beim Entscheidungsversand des Bundesgerichtshofs angefordert werden; auch sie werden vor dem Versenden anonymisiert. Auch im Jahr 2014 erhielt der Entscheidungsversand noch über 1.400 Anfragen.
Zudem beteiligt sich der BGH seit 1980 am elektronischen juristischen Informationssystem „juris“. Hierfür wertet die Dokumentationsstelle des Bundesgerichtshofs die Entscheidungen sämtlicher Instanzen aus dem Bereich der ordentlichen Gerichtsbarkeit sowie etwa 220 Fachzeitschriften aus und stellt jährlich über 50.000 Entscheidungen, Fundstellen und Anmerkungen in die Datenbank ein. Die Entscheidungen des BGH sind dort seit etwa 1984 im Wesentlichen vollständig erfasst, davor lückenhaft. Der Zugriff auf „juris“ ist allerdings kostenpflichtig. Auch in der kostenpflichtigen elektronischen Datenbank des Beckverlages, Beck-Online, finden sich die meisten veröffentlichten Entscheidungen des BGH.
Von den Richtern des Bundesgerichtshofs und den Mitgliedern der Bundesanwaltschaft werden die Entscheidungssammlungen BGHZ und BGHSt herausgegeben. Die in gedruckter Form ungefähr halbjährlich respektive jährlich erscheinenden Bände enthalten eine Auswahl der nach Ansicht des BGH wichtigsten aktuell ergangenen Entscheidungen. Sie werden vom Bundesgerichtshof in erster Linie zitiert und finden sich in nahezu jeder deutschen Gerichtsbibliothek, sind aber im strengen Sinn keine amtliche Sammlung. Die früher ebenfalls in gedruckter Form herausgegebene Entscheidungssammlung BGHR, eine nach Paragraphen sortierte Sammlung wichtiger BGH-Entscheidungen, wird hingegen nur noch digital herausgegeben. Lediglich der Veröffentlichung von BGH-Entscheidungen – zum Teil mit Besprechung – ist die vierzehntäglich erscheinende Zeitschrift BGH-Report gewidmet. Daneben veröffentlichen die führenden juristischen Fachzeitschriften regelmäßig Entscheidungen des Bundesgerichtshofs.
Die Pressestelle des BGH veröffentlicht häufig Pressemitteilungen zu anstehenden und ergangenen Entscheidungen sowie zu Personalangelegenheiten. Diese Pressemitteilungen können auch kostenlos als Newsletter abonniert werden, wovon derzeit etwa 25.500 Personen Gebrauch machen.
Sofern Entscheidungen in mündlicher Verhandlung verkündet werden, ist diese Verkündung in der Regel öffentlich. Bis 2018 betraf dies wie bei jedem deutschen Gericht, abgesehen vom Bundesverfassungsgericht, lediglich die Saalöffentlichkeit; Bild- und Tonaufnahmen zur Veröffentlichung waren seit der 1964 erfolgten ausdrücklichen Regelung in § 169 GVG a. F. unzulässig. Mit Art. 1 des Gesetzes über die Erweiterung der Medienöffentlichkeit in Gerichtsverfahren wurde ab April 2018 für alle Gerichte die Möglichkeit geschaffen, Verfahren von zeitgeschichtlicher Bedeutung zum Zwecke der Archivierung audiovisuell aufzuzeichnen (§ 169 Abs. 2 GVG n. F.). Zudem wurde dem Bundesgerichtshof (wie auch den anderen obersten Gerichtshöfen des Bundes) die Möglichkeit eingeräumt, bei Entscheidungsverkündungen „in besonderen Fällen“ Ton- und Bildaufnahmen zum Zwecke der Veröffentlichung zuzulassen (§ 169 Abs. 3 GVG n. F.).